# لاتفيا
لاتفيا (باللاتفية: Latvija) ورسميًا جمهورية لاتفيا (باللاتفية: Latvijas Republika) هي دولة تقع في منطقة بحر البلطيق في أوروبا الشمالية. يحدها من الشمال إستونيا (طول الحدود 343 كم) وإلى الجنوب ليتوانيا (588 كم) وإلى الشرق الاتحاد الروسي (276 كم) وإلى الجنوب الشرقي روسيا البيضاء (141 كم)، وتشترك بحدود بحرية إلى الغرب مع السويد. يبلغ تعداد سكانها 1,852,100 مليون نسمة، ومساحتها 64,589 كيلومتراً مربعاً وهي واحدة من أقل الدول سكانًا وكثافة سكانية في الاتحاد الأوروبي. عاصمة لاتفيا هي ريغا واللغة اللاتفية هي اللغة الرسمية وعملتها هي اليورو استبدلت في الأول من يناير 2014. تتمتع البلاد بمناخ معتدل موسمي.
الشعب اللاتفي بلطيقي وذو صلة ثقافية بالإستونيين والليتوانيين. اللاتفيون هم الشعب الأصلي في لاتفيا إلى جانب الليفانيين من العرقية الفينية الأوغرية. اللاتفية هي لغة هندوأوروبية حيث تعد إلى جانب الليتوانية اللغتان الوحيدتان الحيتان من الفرع البلطيقي من تلك العائلة. اللغات الأصلية للأقليات هي اللاتغالية واللغة الليفونية الفينية الأوغرية شبه المنقرضة. من حيث الجغرافيا والأرض والسكان فإن لاتفيا الوسط بين دول البلطيق الثلاث: إستونيا ولاتفيا وليتوانيا. تشترك لاتفيا بتاريخها مع إستونيا خلال فترات الحكم الألماني والبولندي الليتواني والسويدي والروسي والألماني النازي والسوفياتي والتنصير في القرن الثالث عشر والإصلاح البروتستانتي في القرن السادس عشر. يعد كلا البلدين موطنًا لعدد كبير من العرقية الروسية (27.4% في لاتفيا، و26% في إستونيا) بعض منهم من غير المواطنين. تاريخ لاتفيا بروتستانتي لوثري في الغالب باستثناء منطقة لاتغاليا في جنوب شرق البلاد التي يغلب التاريخ الكاثوليكي عليها.
لاتفيا جمهورية برلمانية وحدوية تنقسم إلى 118 تقسيم إداري يضم 109 بلدية و9 مدن. هناك خمس مناطق تخطيطية هي كورزيمي ولاتغالي وريغا وفيدزمي وزيمغالي. تأسست جمهورية لاتفيا في 18 نوفمبر 1918. احتلها الاتحاد السوفياتي وضمها بين 1940-1941 و1945-1991 وألمانيا النازية بين 1941-1945. قادت كل من «ثورة الغناء» السلمية بين عامي 1987 و1991 ومظاهرة «سلسلة البلطيق» في 23 أغسطس عام 1989 إلى استقلال دول البلطيق. أعلنت لاتفيا استعادة الاستقلال بحكم الأمر الواقع في 21 أغسطس 1991.
لاتفيا عضو في الأمم المتحدة والاتحاد الأوروبي ومجلس أوروبا وحلف شمال الأطلسي ومنظمة الأمن والتعاون في أوروبا وصندوق النقد الدولي ومنظمة التجارة العالمية وجزء من منطقة الشينغن. كانت عضوًا في عصبة الأمم (1921-1946) ومنطقة التجارة الحرة في بحر البلطيق (1994-2004). لاتفيا أيضًا عضو في مجلس دول بحر البلطيق وتشترك مع إستونيا وليتوانيا في التعاون الثلاثي بين دول البلطيق والتعاون بين بلدان الشمال وبلدان البلطيق.
بعد الركود الاقتصادي في بدايات التسعينيات، سجلت لاتفيا أكبر ناتج محلي إجمالي في أوروبا بين 1998-2006. في ظل الأزمة المالية العالمية بين 2008-2010 تلقت لاتفيا الضرر الأكبر بين الدول الأعضاء في الاتحاد الأوروبي، حيث انخفض الناتج المحلي الإجمالي بنحو 26.54% في تلك الفترة. ظهرت علامات الاستقرار الاقتصادي في لاتفيا في 2010 وتصنف قوائم الأمم المتحدة لاتفيا كدولة ذات مؤشر تنمية بشرية «مرتفع جدًا».

## التاريخ
يأتي الاسم لاتفيا من اللاتغاليين القدامى وهم إحدى قبائل البلطيق الهندوأوروبية والتي شكلت مع قبائل الكورونيين والسيلونيين والسيميغاليين الجوهر العرقي للشعب اللاتفي اليوم.
حوالي بداية الألف الثالثة قبل الميلاد، استوطن البروتو بلطيقيون أسلاف الشعب اللاتفي الساحل الشرقي لبحر البلطيق. أسس البلطيقيون طرقًا تجارية مع روما وبيزنطة، حيث تاجروا الكهرمان المحلي بالمعادن الثمينة. بحلول العام 900 ميلادية، تميزت أربع قبائل بلطيقية في لاتفيا وهي الكورونيون واللاتغاليون والسيلونيون والسيميغاليون، بالإضافة إلى الليفونيين الذي تحدثوا لغة فينية.

### القرون الوسطى
على الرغم من أن السكان المحليين كانوا على اتصال بالعالم الخارجي لعدة قرون، فإنهم لم يندمجوا في المجتمع الأوروبي حتى القرن الثاني عشر. وصل أوائل المبشرين الذين أرسلهم البابا عبر نهر داوغافا في أواخر القرن الثاني عشر. لم يتحول السكان المحليون إلى المسيحية بالسهولة المتوقعة. أرسل الصليبيون الألمان إلى لاتفيا لتحويل السكان الوثنيين بقوة السلاح.
في بداية القرن الثالث عشر، حكم الألمان أجزاء كبيرة من لاتفيا الحالية. شكلت تلك المناطق مع جنوب إستونيا الدولة الصليبية التي أصبحت تعرف باسم تيرا ماريانا أو ليفونيا. في 1282، انضمت ريغا ولاحقًا كيسيس وليمبازي وكوكنيسي وفالميرا إلى الرابطة الهانزية. أصبحت ريغا نقطة مهمة للتجارة بين الشرق والغرب وشكلت صلات ثقافية وثيقة مع أوروبا الغربية.

### الحقبة الإصلاحية
كانت الفترة ما بين القرنين السادس عشر والثامن عشر فترة تغيير كبير لسكان لاتفيا حيث تضمنت إصلاحات كبيرة وانهيار دولة ليفونيا وتقاسم القوى الأجنبية للأراضي اللاتفية.
بعد الحرب الليفونية (1558-1583) سقطت ليفونيا (لاتفيا) تحت سيطرة بولندا وليتوانيا. سيطرت دوقية ليتوانيا الكبرى على الأراضي الشمالية من لاتفيا والجنوبية من إستونيا إلى وشكلت تلك الأراضي دوكاتوس ألترادونينسيس. شكل غوتارد كيتلر آخر قائد لنظام ليفونيا دوقية كورلاند وسميجالا. وعلى الرغم من أن هذه الدوقية تابعة لبولندا، فإنها عاشت عصرًا ذهبيًا من الحكم الذاتي في القرن السابع عشر. أما منطقة لاتغاليا التي تقع في أقصى شرق لاتفيا فأصبحت جزءًا من منطقة إنفلانتي البولندية.
دار في القرن السابع عشر وبدايات القرن الثامن عشر صراع بين اتحاد بولندا وليتوانيا والسويد وروسيا لفرض السيادة على منطقة شرق بحر البلطيق. بعد الحرب البولندية السويدية (1600–1611) انتقلت منطقة شمال ليفونيا إلى السيطرة السويدية. استمر الصراع بين بولندا والسويد بشكل متقطع حتى التوصل إلى هدنة ألتمارك عام 1629. تذكر الحقبة السويدية في لاتفيا بأنها إيجابية حيث خفت فيها القنانة، وتأسست شبكة من المدارس لطبقة الفلاحين كما خفت قوة البارونات الإقليميين.
حدثت العديد من التغييرات الثقافية في هذا الوقت. تحت الحكم السويدي والألماني، تبنت منطقة غرب لاتفيا اللوثرية كدين أساسي، كما شكلت القبائل القديمة شعبًا يتكلم لغة واحدة هي اللغة اللاتفية. في هذه الأثناء عزلت المنطقة الجنوبية عن بقية لاتفيا، وتبنت القبائل اللاتفية الجنوبية الكاثوليكية تحت التأثير البولندي واليسوعي، بقيت اللهجة الجنوبية متميزة بالرغم من أنها استعارت العديد من الكلمات اللغة الروسية.

### الإمبراطورية الروسية
أنهى استسلام إستونيا وليفونيا في 1710 ومعاهدة نيستاد حرب الشمال العظمى في 1721، حيث أعطيت روسيا فيدزيم (وأصبحت جزءًا من محافظة ريغا). أما منطقة لاتغاليا فظلت في الكومنولث البولندي الليتواني باسم فويفودية إنفلانتي حتى 1772 عندما دمجت في روسيا. أصبحت دوقية كورلاند وسيميغاليا مقاطعة روسية ذاتية الحكم الروسي (محافظة كورلاند) في عام 1795، وبذلك أصبحت كامل لاتفيا الحالية جزءًا من الإمبراطورية الروسية. حافظت جميع المحافظات البلطيقية الثلاث على قوانينها المحلية واللغة الرسمية المحلية وبرلمانها الخاص.
خلال حرب الشمال العظمى (1700-1721)، كانت منطقة البلطيق مرة أخرى مسرحًا لدمار كبير، حيث اتبع بطرس الأكبر سياسة الأرض المحروقة، وبينما كان المجاعة والطاعون مسؤولين عن الخسائر الفادحة في الأرواح البشرية حيث فقدت لاتفيا نحو 40% من سكانها. في 1710، بلغ الطاعون ريغا حيث نشط حتى 1711 وأودى بحياة ما يقرب من نصف السكان.
أدت وعود بطرس الأكبر للنبلاء البلطيق الألمان عند سقوط ريغا في 1710 والتي أكدتها معاهدة نيستاد والمعروفة باسم «الاستسلام» إلى حد كبير في عكس الإصلاحات السويدية.
ألغيت العبودية في كورلاند في 1817 م وفي فيدزيم في 1819 م. لكن عمليًا كان إلغاء العبودية من صالح ملاك الأراضي وطبقة النبلاء، حيث طرد الفلاحون من أراضيهم من دون تعويض، مما دفعهم للعودة للعمل «بإرادتهم».
تغير الهيكل الاجتماعي جدًا في القرن التاسع عشر، حيث أعاد قسم كبير من الفلاحين المستقلين تأسيس كيانه، بعد أن سمح للفلاحين بشراء أراضيهم مرة أخرى، لكن العديدين من الفلاحين الذين لم يمتلكوا الأرض بقوا فيها. كما تطورت طبقة بروليتارية في المدن ونمت لتصبح طبقة برجوازية لاتفية نافذة. أرست حركة الشباب اللاتفي الأساس للقومية اللاتفية من منتصف القرن، حيث تطلع العديدون من زعماء الحركة إلى الحركة السلافية للحصول على الدعم ضد السيادة الألمانية التي هيمنت على النظام الاجتماعي. تزايد استخدام اللغة اللاتفية في الأدب والمجتمع وأصبحت تعرف باسم الصحوة الوطنية الأولى، بدأ ترويس البلاد في لاتغالي بعد أن قاد البولنديون انتفاضة يناير في 1863، انتشر هذا في كامل ما هو لاتفيا الآن بحلول عقد 1880. طغت حركة التيار الجديد وهي حركة يسارية وسياسية اشتراكية على حركة الشباب اللاتفي في التسعينات من القرن ذاته. انفجر السخط الشعبي في ثورة 1905 والذي أخذ الطابع القومي في المحافظات البلطيقية.

### إعلان الاستقلال

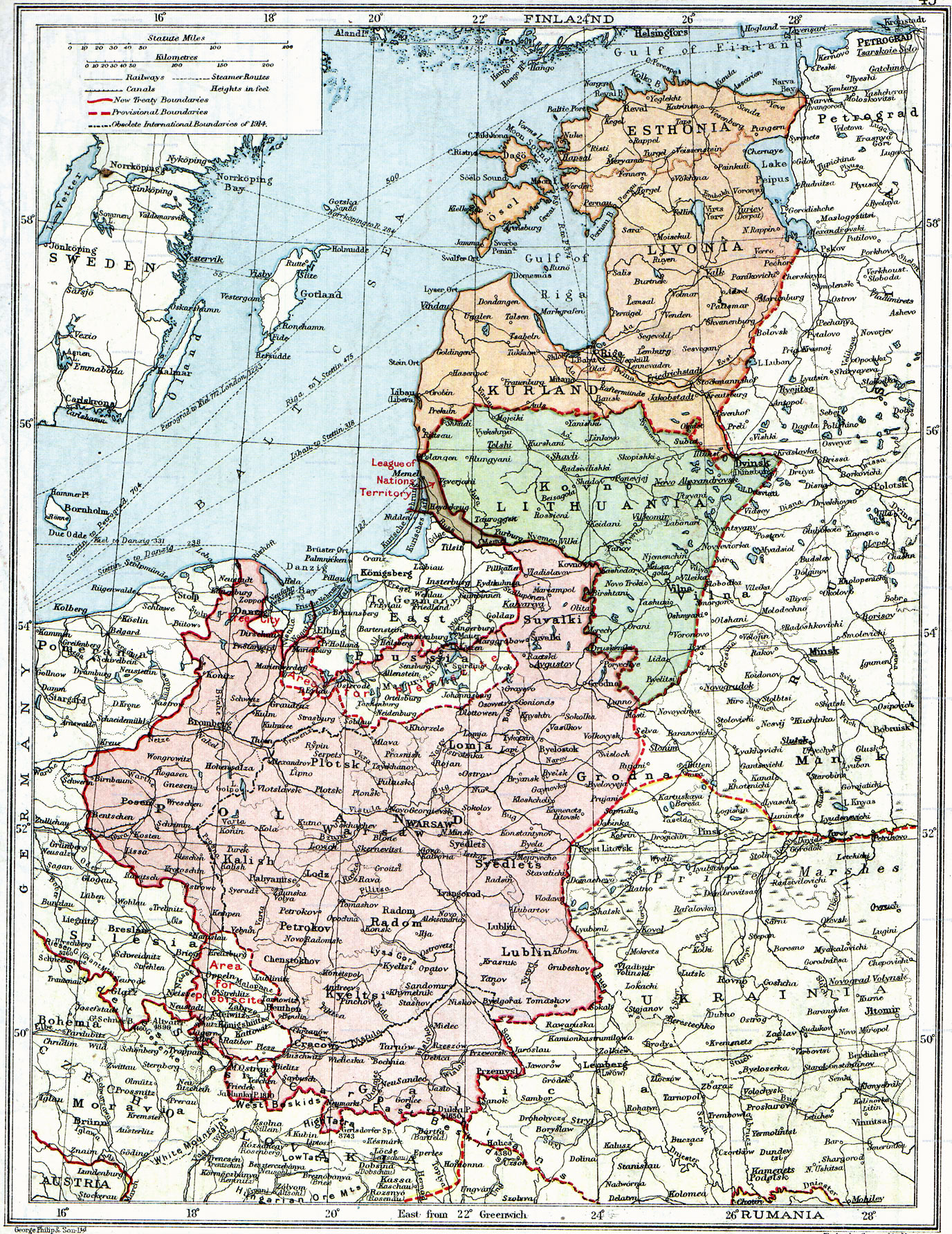
خريطة "بولندا والدول البلطيقية الجديدة" من أطلس بريطاني من عام 1920، تظهر فيه الحدود غير المحددة بعد معاهدتي بريست وفرساي وقبل صلح ريغا.

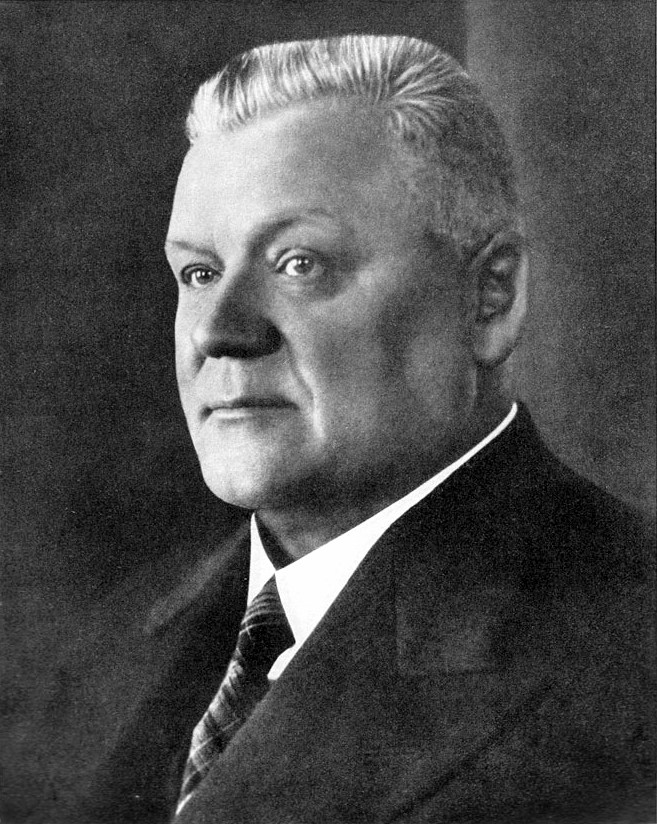
كارليس أولمانيس

دمرت الحرب العالمية الأولى الأراضي اللاتفية مع قسم كبير من الأجزاء الغربية من الإمبراطورية الروسية. اقتصرت المطالب بتقرير المصير في بادئ الأمر على الحكم الذاتي فقط، لكن الثورة الروسية عام 1917 ومعاهدة بريست ليتوفسك وهدنة التحالف مع ألمانيا في 11 نوفمبر 1918 م خلقت فراغًا في السلطة. أعلن مجلس الشعب اللاتفي استقلال البلاد في ريغا في 18 نوفمبر 1918 م وأصبح كارليس أولمانيس رئيس الحكومة المؤقتة.
كانت حرب الاستقلال التالية جزءًا من الفوضى العامة والحروب الأهلية والحروب على الحدود الجديدة في أوروبا الشرقية. بحلول ربيع عام 1919، كانت هناك ثلاث حكومات، حكومة أولمانيس وحكومة لاتفيا السوفيتية بقيادة بطرس ستوشكا والمدعومة من الجيش الأحمر والتي احتلت كامل البلاد وحكومة الألمان البلطيقيين من دوقية البلطيق المتحدة والتي ترأسها أندرييفس نيدرا ودعمها جيش بلدان البلطيق والكتيبة الحديدية من الفيلق الألماني الحر.
هزمت القوات الإستونية واللاتفية الألمان في معركة فيندن في يونيو 1919، كما صد هجوم واسع من قبل قوات أغلبها ألمانية -جيش المتطوعين من روسيا الغربية - بقيادة بافل بيرموندت أفالوف في نوفمبر. ظهرت شرق لاتفيا من قوات الجيش الأحمر من طرف القوات اللاتفية والبولندية في أوائل 1920 (من وجهة النظر البولندية كانت معركة دوغافبيلس جزءًا من الحرب البولندية السوفيتية).
انعقدت جمعية تأسيسية منتخبة في 1 مايو 1920 مع اعتماد دستور ليبرالي في 15 فبراير 1922. علق هذا الدستور جزئيًا بعد انقلاب كارليس أولمانيس يلمانيس عام 1934، ولكنه أعيد مرة أخرى عام 1990. منذ ذلك الوقت عدل الدستور ولا يزال الدستور المعتمد في لاتفيا حاليًا. مع إجلاء غالبية القاعدة الصناعية في لاتفيا إلى المناطق الداخلية من روسيا عام 1915، كانت الإصلاحات الجذرية في ملكية الأرض السؤال السياسي الأول في هذه الدولة الفتية. حيث كان 61.2% من سكان لاتفيا من دون أرض عام 1897 وفي عام 1936 انخفضت النسبة إلى 18%.
بحلول عام 1923، تجاوزت مساحة الأراضي المزروعة مستوى ما قبل الحرب. قاد الابتكار وزيادة الإنتاجية إلى نمو اقتصادي سريع، لكنه سرعان ما عانى من آثار الكساد الكبير. أظهرت لاتفيا بوادر الانتعاش الاقتصادي وانتقل ثقل الناخبين نحو الوسط خلال الفترة البرلمانية. في 15 مايو 1934، قام أولمانيس بانقلاب غير دموي وأسس دكتاتورية قومية استمرت حتى عام 1940. بعد عام 1934، أنشأ أولمانيس شركات حكومية لشراء شركات القطاع الخاص بهدف لتفنة الاقتصاد. بحلول عام 1940 كان اقتصاد لاتفيا تحت حكم أولمانيس الثاني في أوروبا.

### الحرب العالمية الثانية

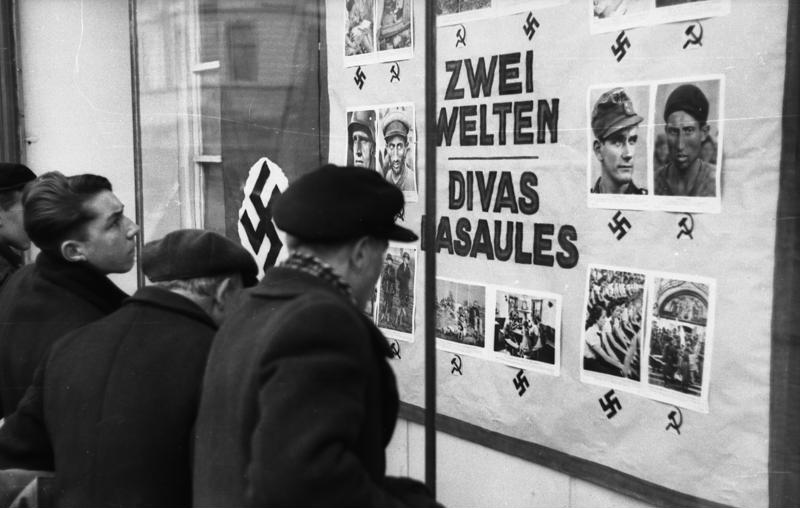
"عالمين": مكافحة السوفييتية مجلس الدعاية، لاتفيا، لصيف، 1941.

في وقت مبكر من صباح يوم 24 أغسطس 1939، وقع الاتحاد السوفياتي وألمانيا النازية معاهدة عدم اعتداء لمدة عشرة أعوام، ودعا حلف مولوتوف ريبنتروب. الواردة في اتفاق بروتوكول السرية، كشفت فقط بعد هزيمة ألمانيا في عام 1945، التي تم على أساسها تقسيم ولايات شمال وشرق أوروبا إلى "مناطق النفوذ" الألمانية والسوفياتية". في الشمال، لاتفيا وفنلندا واستونيا وكانت المخصصة للفلك الاتحاد السوفيتي. وبعد ذلك، غزت ألمانيا والاتحاد السوفياتي أجزاء كل منها بولندا.
بعد إبرام اتفاقية مولوتوف ريبنتروب، فإن معظم الألمان البلطيق غادر لاتفيا بالاتفاق بين الحكومة أولمانيس، وألمانيا النازية في إطار برنامج هايم رايش الإضافية. وفي المجموع الألمان البلطيق 50000 غادروا بحلول الموعد النهائي في ديسمبر كانون الأول عام 1939، مع 1600 المتبقية لإبرام الأعمال و13000 اختاروا البقاء في لاتفيا. ومعظم هؤلاء الذين بقوا غادروا إلى ألمانيا في صيف عام 1940، عند إعادة التوطين الثانية [بحاجة لمصدر] تم الاتفاق على الخطة.
في 5 تشرين الأول 1939، واضطر لاتفيا لقبول «المساعدة المتبادلة» اتفاق مع الاتحاد السوفياتي، منح السوفيات في ذلك الحق في محطة ما بين 25,000 و30،000 جندي على الأرض في لاتفيا. وبعد انطلاق الحوادث الحدودية، في 16 يونيو 1940 سلمت حكومة اتحاد الجمهوريات الاشتراكية السوفياتية وسفير لاتفيا في موسكو مذكرة، في لاتفيا التي اتهمت بانتهاك بنود اتفاقية 5 أكتوبر 1939، وقدمت مطالب لارسال قوات سوفياتية إضافية، وإلى تغيير الحكومة. استسلمت حكومة لاتفيا في مواجهة القوة الساحقة. في 17 يونيو غزت القوات السوفياتية أراضي لاتفيا. في خطابه عن طريق الراديو، كارليس أولمانيس، وأعلن: «القوات السوفياتية يسيرون في أرضنا هذا الصباح جدا. هذا يحدث مع علم وموافقة من الحكومة، والتي بدورها تنبع من العلاقات الودية القائمة بين لاتفيا والاتحاد السوفياتي. ولذلك، أمنيتي أن سكان بلادنا كما تظهر الصداقة تجاه وحدات الجيش تتقدم... وقد استقالت الحكومة. أنا تظل في مكاني، كنت لا تزال في يدكم». وكان يظهر أي معارضة تجاه القوات السوفيتية، بل على العكس، جزء من السكان وافقت على أنباء من وصولهم مع حماس، والتي تم استغلالها بشكل كبير من الدعاية السوفياتية. مراقبة لهم، وكتب المحامي المعروف الروسية وشخصية عامة من لاتفيا، بيوتر يعقوبي: «مأخوذ من النموذج الألماني، بداية الاستبدادية في بلادنا تحولت إلى حكومة بيروقراطية وطنية، بعد أن راض دائرة محدودة من المواطنين، الذين وقد تكيفت أنفسهم للدولة فطيرة. بوضوح، أي المشقة ليست عبثا. وحتى الآن كانت قد أثارت أسفل الدوس صوتهم والمطالبة بعودة حقوقهم التي تم الدوس على...». من بين هؤلاء غير راضين عن نظام اولمانيس كارليس لم تكن فقط للأقليات القومية ولكن أيضا لاتفيا العديد من الذين كانوا قلقين حول الحالة الاقتصادية المتردية والذين ليس لديهم رغبة في نهاية المطاف تحت حكم ألمانيا النازية.
تمت تصفيتهم لمسؤولي الدولة وحلت محلها الكوادر السوفياتية، التي تم ترحيل 34250 لاتفيا أو قتل. وأجريت الانتخابات مع مرشحين موالين للاتحاد السوفياتي واحدة المدرجة لشغل وظائف عديدة؛ مجلس الشعب مما أدى إلى قبول طلب على الفور إلى الاتحاد السوفياتي، منحت التي من الاتحاد السوفياتي وقد ترأس لاتفيا، ثم حكومة عميلة، من قبل Kirhenšteins شهر أغسطس. تأسست لاتفيا إلى الاتحاد السوفياتي في 5 أغسطس 1940 باسم جمهورية لاتفيا الاشتراكية السوفياتية.
التعامل مع السوفييت بقسوة مع خصومهم - قبل الغزو الألماني، في غضون أقل من سنة، واعتقل ما لا يقل عن 27586 شخصا، ومعظمهم تم ترحيلهم للتعاون مع الجيش الألماني [بحاجة لمصدر]، وقتل حوالي 945 شخصا [بحاجة لمصدر]. بينما تحت الاحتلال الألماني، كانت تدار لاتفيا كجزء من Ostland Reichskommissariat. وشاركت لاتفيا شبه العسكرية ووحدات الشرطة المساعدة التي وضعتها سلطات الاحتلال في المحرقة أيضا أكثر من 200,000 مواطن لاتفي لقوا مصرعهم خلال الحرب العالمية الثانية، بما في ذلك ما يقرب من 75,000 من يهود لاتفيا قتلوا خلال الاحتلال النازي. جنود قاتلوا في لاتفيا كلا طرفي النزاع، بما في ذلك في الفيلق اللاتفي لافن اس اس، ومعظمهم من تجنيدهم من قبل سلطات الاحتلال النازي والسوفياتي [بحاجة لمصدر].

### العهد السوفيتي
في عام 1944 للقتال منطقة الثقيل عندما تقدم الجيش السوفياتي الذي تم التوصل إليه وقعت في لاتفيا بين القوات الألمانية والسوفياتية التي انتهت مع هزيمة أخرى ألمانية. في أثناء الحرب، على حد سواء قوات الاحتلال لاتفيا جندوا في جيوشها، وبهذه الطريقة يزيد من فقدان «الموارد الحية» في البلاد. في عام 1944، وهي جزء من أراضي لاتفيا مرة أخرى وقعت تحت السيطرة السوفياتية. السوفيات بدأت على الفور لاعادة النظام السوفياتي. بعد استسلام ألمانية أصبح واضحا أن القوات السوفيتية كانت هناك لتبقى، وأنصار الوطنية في لاتفيا، ليكون قريبا انضم المتعاونين الألمانية، وبدأت كفاحها ضد المحتل آخر - الاتحاد السوفياتي.

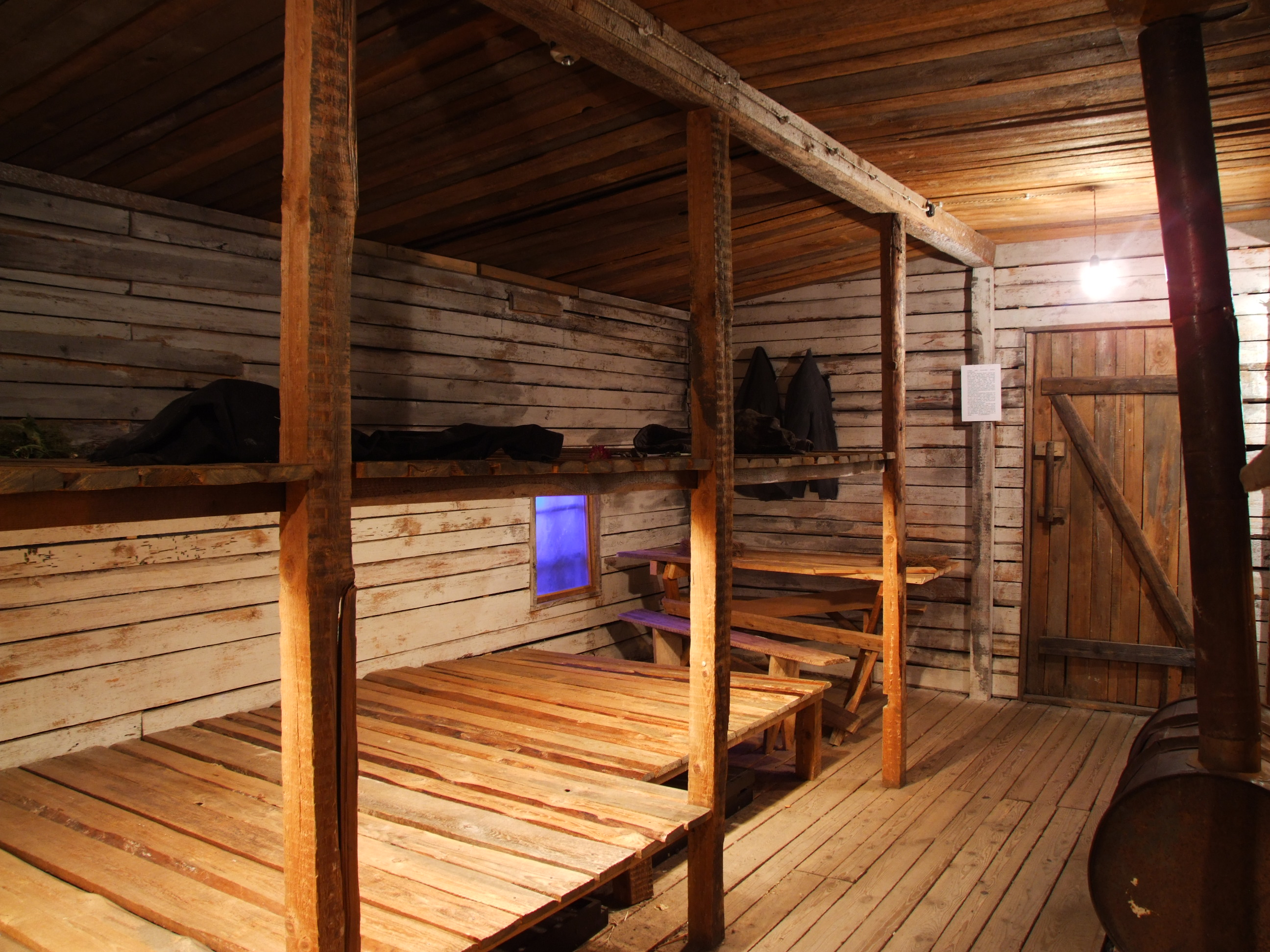
إعادة إعمار صدمة من معسكرات العمل في المتحف

في أي مكان من 120000 إلى ما يصل إلى 300000 لاتفيا لجأوا من الجيش السوفياتي من قبل الفرار إلى ألمانيا والسويد. معظم المصادر عد 200,000 إلى 250,000 لاجئ مغادرة لاتفيا، مع استرداد ما يقرب من 80,000 إلى 100,000 منهم وربما من قبل السوفيات أو، وخلال أشهر قليلة على الفور بعد انتهاء الحرب، عاد من جانب الغرب. السوفييت احتلال البلاد في 1944-1945، وكانت عمليات الترحيل الجماعية، كما يتبع مزيد من البلاد.
في 25 مارس، 1949، 43000 من سكان الريف («الكولاك») والوطنيين في لاتفيا («القوميين») تم ترحيلهم إلى سيبيريا في Priboi عملية واسعة في جميع دول البلطيق الثلاث، التي تم التخطيط لها بعناية وتمت الموافقة عليه في موسكو بالفعل في 29 كانون الثاني، 1949. سجنوا. ما بين 136000 و190000 لاتفيا، اعتمادا على المصادر، مكبوت أو ترحيلهم إلى معسكرات الاعتقال السوفياتية (معسكرات العمل) في السنوات ما بعد الحرب، 1945-. 1952 تمكن بعض هربا من الاعتقال وانضم إلى الثوار [بحاجة لمصدر].
في فترة ما بعد الحرب، كان مدفوعا لاتفيا لتبني أساليب الزراعة السوفياتية. واضطر المناطق الريفية. هناك برنامج واسع لفرض بدأت ثنائية اللغة في لاتفيا، التي تحد من استخدام اللغة اللاتفية في الأغراض الرسمية لصالح استخدام الروسية باعتبارها اللغة الرئيسية. وأغلقت كل من مدارس الأقليات (اليهودية، والبولندية، بيلاروسيا، استونيا، ليتوانيا) أسفل ترك اثنين فقط من وسائل الاعلام من تعليمات في المدارس: اللاتفية والروسية. وتدفق العمال والإداريون والعسكريون وعائلاتهم من روسيا. وبدأت الجمهوريات السوفياتية الأخرى. وبحلول عام 1959 وصل إلى حوالي 400,000 شخصا من الجمهوريات السوفياتية الأخرى، وسكانها من أصول عرقية اللاتفية قد انخفضت إلى 62٪.
لأن لاتفيا لا تزال تحتفظ ببنية تحتية متطورة والمتخصصين المتعلمين تقرر في موسكو أن بعض مصانع الاتحاد السوفياتي التصنيع الأكثر تقدما والذي سيكون مقره في لاتفيا. تم إنشاء صناعة جديدة في لاتفيا، بما في ذلك سلاح الجو الملكي البريطاني آلات المصانع الكبرى في يلغافا، مصانع الكهربائية في ريغا، المصانع الكيميائية في Daugavpils، وفالميرا Olaine، فضلا عن المواد الغذائية وبعض محطات معالجة النفط ومع ذلك، لم يكن هناك عدد كاف من الناس لتشغيل المصانع التي شيدت حديثا [بحاجة لمصدر]. وبغية توسيع نطاق الإنتاج الصناعي ونقل العمال المهرة في الجمهورية من جميع أنحاء الاتحاد السوفياتي، وخفض نسبة اللاتفيين العرقية في الجمهورية.

### استعادة الاستقلال
في النصف الثاني من 1980s بدأ الزعيم السوفياتي ميخائيل غورباتشوف لإدخال الإصلاحات السياسية والاقتصادية في الاتحاد السوفياتي، ودعا الغلاسنوست والبيريسترويكا. في صيف عام 1987 وجرت المظاهرات الأولى كبيرة في ريغا في نصب واحد في الحرية رمزا للاستقلال. في صيف عام 1988 حركة وطنية، ائتلافه في الجبهة الشعبية لاتفيا، وكان يعارض من قبل Interfront. وسمح لاتفيا الاشتراكية السوفياتية، جنبا إلى جنب مع غيرها من جمهوريات البلطيق مزيدا من الحكم الذاتي، وفي عام 1988 سمح للقديم قبل الحرب علم من لاتفيا إلى أن تستخدم، ليحل محل العلم السوفياتي لاتفيا والعلم الرسمي في عام 1990.
في عام 1989، اعتمد مجلس السوفيات الأعلى لاتحاد الجمهوريات الاشتراكية السوفياتية قرارا بشأن «احتلال دول البلطيق»، الذي أعلنت فيه أن الاحتلال «لم يكن وفقا للقانون،» وليس «ارادة الشعب السوفياتي». اكتسبت المؤيدة للاستقلال الجبهة الشعبية من المرشحين لاتفيا على أغلبية الثلثين في المجلس الأعلى في انتخابات عام 1990 مارس الديمقراطية. يوم 4 مايو عام 1990، اعتمد مجلس السوفيات الأعلى لالاشتراكية السوفياتية في لاتفيا لإعلان استعادة الاستقلال لجمهورية لاتفيا وأعيدت تسميتها لاتفيا الاشتراكية السوفياتية جمهورية لاتفيا.
ومع ذلك، واصلت السلطة المركزية في موسكو لاعتبار لاتفيا والجمهورية السوفياتية في الفترة 1990-1991 [بحاجة لمصدر]. في يناير 1991، وحاول الاتحاد السوفيتي القوى السياسية والعسكرية دون جدوى لقلب سلطات جمهورية لاتفيا التي تحتل دار النشر المركزية في ريغا، وإنشاء لجنة الخلاص الوطني لاغتصاب وظائف حكومية [بحاجة لمصدر]. خلال الفترة الانتقالية الحفاظ على موسكو وسط العديد من سلطات الدولة السوفياتية في لاتفيا.
على الرغم من هذا، وأكد 73٪ من جميع سكان لاتفيا عن تأييدهم القوي لاستقلال يوم 3 مارس، 1991، في استفتاء استشاري غير ملزم [بحاجة لمصدر]. وهناك عدد كبير من الروس قد صوتوا أيضا لاقتراح [بحاجة لمصدر]. وكان للجبهة الشعبية لاتفيا تدعو أن جميع المقيمين بصفة دائمة تكون مؤهلة للحصول على الجنسية اللاتفية. ومع ذلك، لم يعتمد مواطنة شاملة لجميع المقيمين الدائمين في وقت لاحق، أغلبية إثنية اللاتفيين غير لم يحصل على الجنسية اللاتفية على الرغم من أنها صوتت لدعم الاستقلال. وقد وُلد كثير منهم في لاتفيا، لكنه أصبح لا يزال من غير المواطنين. حتى لقد ذهب 2011 أكثر من نصف غير المواطنين من خلال عملية الامتحانات التجنس وحصل على الجنسية اللاتفية. لا يزال هناك اليوم 290660 من غير المواطنين في لاتفيا، والتي تمثل 14.1٪ من عدد السكان. هؤلاء الناس ليس لديهم جنسية أي بلد، ولا يمكن التصويت في لاتفيا. أعلنت جمهورية لاتفيا في نهاية الفترة الانتقالية، واستعادة الاستقلال الكامل في 21 أغسطس عام 1991 في أعقاب محاولة انقلاب فاشلة السوفياتي.

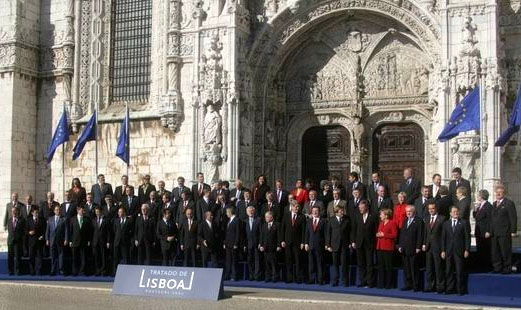
لاتفيا تصبح عضوا في الاتحاد الأوروبي في عام 2004 ووقعت على معاهدة لشبونة في عام 2007.

وانتخب مرة أخرى في البرلمان، برلمان لاتفيا، في عام 1993، وروسيا استكملت سحب قواتها في عام 1994 وإنهاء وجودها العسكري في انها آخر محطة رادار في عام 1998. وقد تحققت الأهداف الرئيسية لاتفيا في 1990s، للانضمام إلى منظمة حلف شمال الأطلسي والاتحاد الأوروبي، في عام 2004.
وقد عارضت اللغة والمواطنة القوانين Russophones كثيرة. (لم يمدد تلقائيا المواطنة للمواطنين السوفياتي السابق الذين استقروا خلال فترة الاحتلال السوفياتي أو لذريتهم لاحق، وهذا أدى إلى الحالة التي يكون فيها الناس الذين عاشوا وعملوا في لاتفيا لأكثر من 50 عاما وكانوا مع ذلك غير قادرين على التصويت، مما يعني أن روسيا استبعد إلى حد كبير صوت من البرلمان والحكومة [بحاجة لمصدر] ويحق تلقائيا الأطفال الذين يولدون لغير المواطنين بعد إعادة الاستقلال للحصول على الجنسية) ما يقرب من 72٪ من المواطنين في لاتفيا هي اللاتفية، في حين أن 20٪ من الروس؛ أقل من 1٪ من غير المواطنين في لاتفيا، في حين أن 71٪ من الروس. وكانت الحكومة الملكية الخاصة denationalised صادرتها الحكم السوفياتي، إعادته أو تعويض اصحاب لذلك، وخصخصة معظم الصناعات المملوكة للدولة، إعادة إدخال عملة ما قبل الحرب. وإن كان ذلك بعد أن شهدت فترة انتقالية صعبة إلى اقتصاد ليبرالي ولها إعادة التوجه نحو أوروبا الغربية، وكان اقتصادها واحدا من أعلى معدلات النمو حتى الأزمة المالية 2008-2010 لاتفيا. [بحاجة لمصدر]
في مايو 2023، انتخب البرلمان إدغارز رينكيفيتش مثلي ارئيسًا جديدًا للاتفيا، مما جعله أول رئيس دولة مثلي الجنس بشكل علني في الاتحاد الأوروبي. بعد سنوات من المناقشات، صادقت لاتفيا على اتفاقية الاتحاد الأوروبي بشأن منع ومكافحة العنف ضد المرأة والعنف المنزلي، والمعروفة أيضًا باسم اتفاقية إسطنبول في نوفمبر 2023.

## السياسة

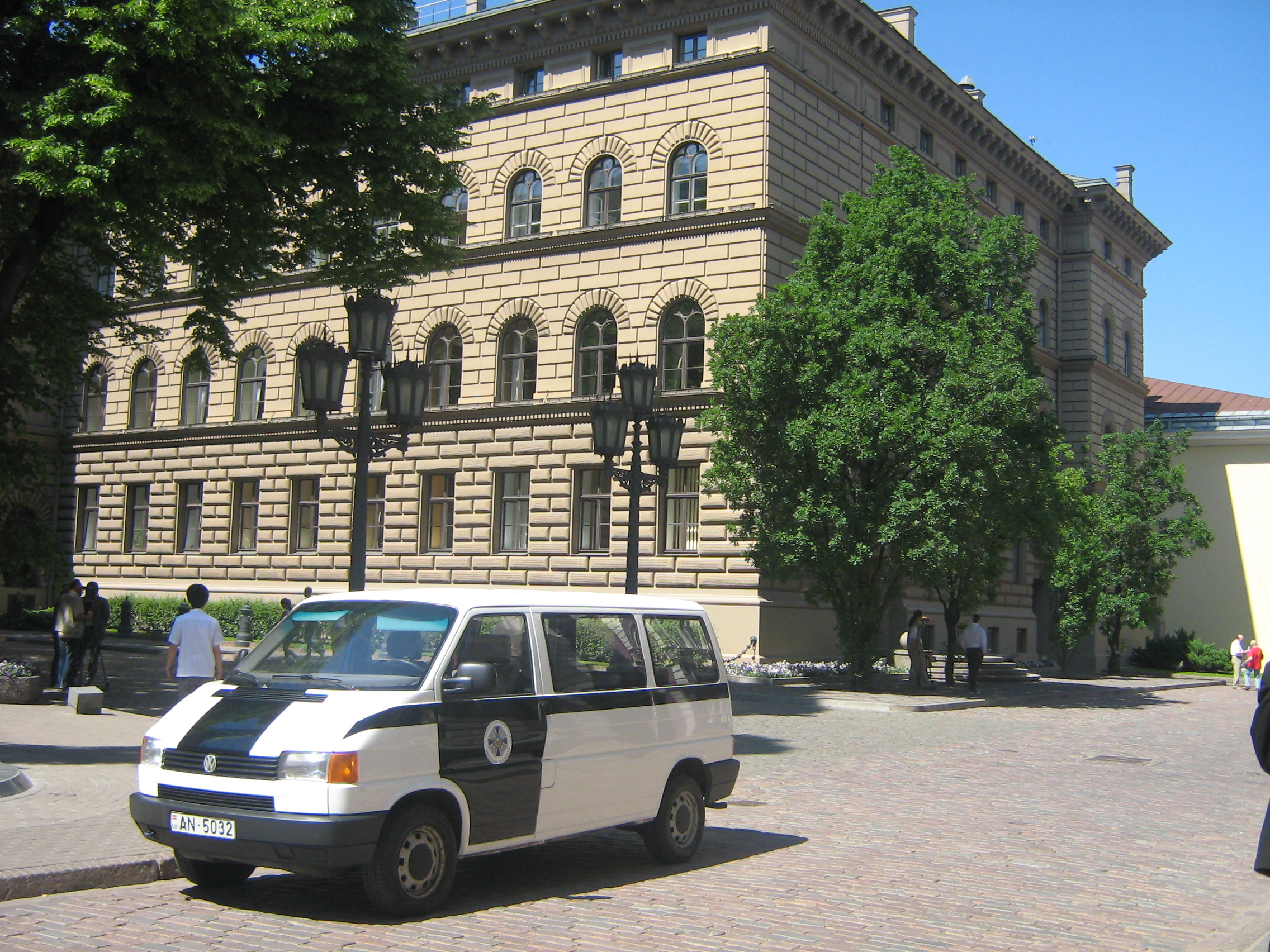
(Saeima) مبنى البرلمان اللاتفي

### النظام السياسي
البرلمان اللاتفي (Saeima) المكون من 100 مقعد يتم انتخابه كل أربع سنوات. الرئيس بدوره ينتخب من البرلمان في عملية انتخابية منفصلة أيضاً كل أربع سنوات. الرئيس يعين رئيس الحكومة وباقي الوزراء الذين يشكلون جميعاً الجهاز التنفيذي للدولة، وقد وُجد هذا النظام قبل الحرب العالمية الثانية.
إن الحصول على العضوية في الإتحاد الأوروبي وحلف الناتو كانت من أهداف لاتفيا السياسية منذ عام 1990، وفي استفتاء أُجري في 20 سبتمبر 2003 ظهر أن 66.9% من الأوروبين يصوتون لصالح انضمام لاتفيا للإتحاد الأوروبي، وقد أصبحت لاتفيا عضواً فيه منذ 1 مايو 2004 وعضواً في حلف الناتو منذ 29 مارس 2004. كما وقعت لاتفيا مع روسيا اتفاقية على ترسيم الحدود بينهما، التي أعطت روسيا منطقة (Abrene).

### العلاقات الخارجية

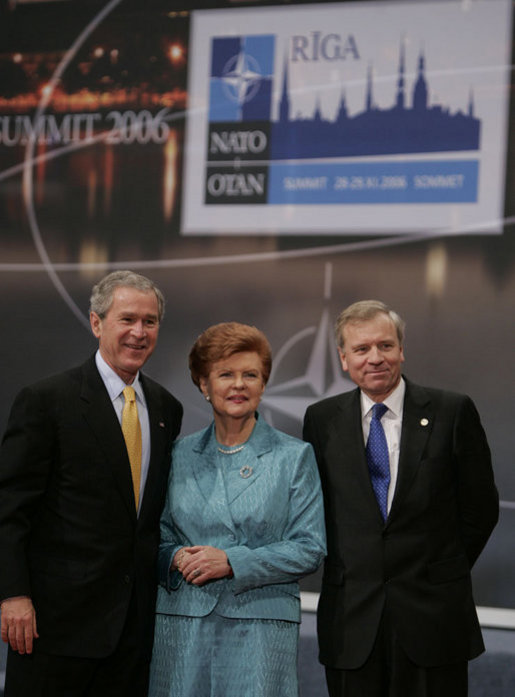
الرئيس الأميركي جورج بوش ورئيس لاتفيا فايرا فيكي فرايبرغا والأمين العام للناتو ياب دي هوب شيفر في قمة منظمة حلف شمال الأطلسي 2006 في ريغا

لاتفيا عضوا في الأمم المتحدة و‌الاتحاد الأوروبي و‌مجلس أوروبا و‌حلف شمال الأطلسي، و‌منظمة الأمن والتعاون في أوروبا و‌صندوق النقد الدولي و‌منظمة التجارة العالمية. كان عضوا في عصبة الأمم (1921-1946). لاتفيا هي أيضا عضو في مجلس دول بحر البلطيق والشمال بنك الاستثمار.
وأنشأت علاقات دبلوماسية مع لاتفيا 158 دولة ويحافظ على سفارات في 35 دولة. 37 دولة الحفاظ على السفارة في ريغا عاصمة لاتفيا. وتستضيف واحدة لاتفيا للاتحاد الأوروبي مؤسسة، والهيئة من الهيئات التنظيمية الأوروبية للاتصالات الإلكترونية (BEREC).
أولويات لاتفيا لشؤون السياسة الخارجية تشمل التعاون في منطقة بحر البلطيق و‌التكامل الأوروبي والمشاركة النشطة في المنظمات الدولية والمساهمة في الأمن الأوروبي والأطلسي وهياكل الدفاع والمشاركة في عمليات حفظ السلام الدولية المدنية والعسكرية وتطوير التعاون وبخاصة تعزيز الاستقرار والديمقراطية في الدول المجاورة للاتحاد الأوروبي الشرقي.

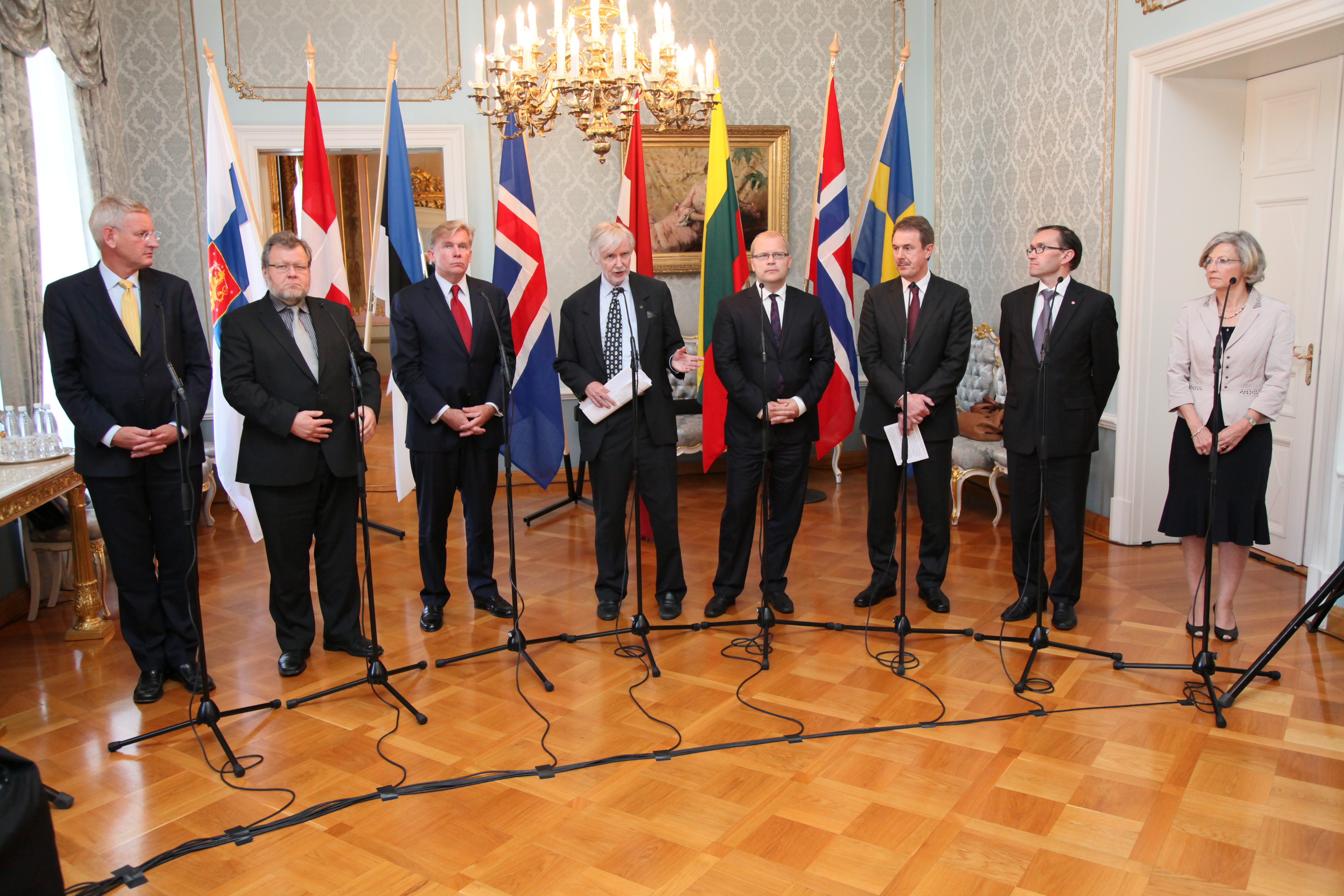
وزراء خارجية بلدان الشمال وبلدان البلطيق في هلسنكي، 2011

منذ أوائل عام 1990، تشارك لاتفيا في دول البلطيق نشط الثلاثي للتعاون مع جيرانها استونيا و‌ليتوانيا، ودول الشمال ودول بحر البلطيق التعاون مع بلدان الشمال الأوروبي. مجلس البلطيق هو محفل مشترك للجمعية البرلمانية البلطيق (BA) والمنظمات الحكومية الدولية البلطيق مجلس الوزراء (BCM). الإسكندنافية ودول البلطيق ثمانية (NB-8) هو التعاون المشترك بين حكومات كل من الدنمارك واستونيا وفنلندا وآيسلندا ولاتفيا وليتوانيا والنرويج والسويد. الإسكندنافية ودول البلطيق لمدة ستة (NB-6)، التي تضم دول الشمال ودول البلطيق البلدان التي هي في الاتحاد الأوروبي الدول الأعضاء، هو إطار للاجتماعات في الاتحاد الأوروبي القضايا ذات الصلة. وقد وقع البرلمانية للتعاون بين الجمعية ومجلس الشمال بحر البلطيق في عام 1992 ومنذ 2006 وتعقد اجتماعات سنوية، فضلا عن عقد اجتماعات منتظمة على مستويات أخرى. المشترك بين دول الشمال ودول البلطيق وتشمل المشاريع Nordplus برنامج التعليم.
الشراكة المعززة في شمال أوروبا أو البريد الصنوبر، هي وزارة الخارجية الأمريكية من إطار الدولة الدبلوماسية للتعاون مع دول الشمال ودول البلطيق. في عام 2013 ريغا سوف تستضيف منتدى المستقبل السنوي الشمالية، في اجتماع غير رسمي لمدة يومين لرؤساء وزراء دول الشمال ودول البلطيق والمملكة المتحدة. والبعد الشمالي وبحر البلطيق برنامج منطقة البحر هي مبادرات الاتحاد الأوروبي عبر الحدود التعاون في منطقة بحر البلطيق وشمال أوروبا.
استضافت لاتفيا قمة منظمة حلف شمال الأطلسي عام 2006، ومنذ انعقاد المؤتمر السنوي ريغا أصبح الخارجية الرائدة والأمن منتدى السياسات في أوروبا الشمالية. لاتفيا تتولى بلاده رئاسة مجلس الاتحاد الأوروبي في النصف الأول من عام 2015.

### حقوق الإنسان
احترمت حقوق الإنسان في لاتفيا من قبل الحكومة، وفقا لبيت الحرية وزارة الخارجية الأميركية. لاتفيا في المرتبة أعلى من المتوسط بين دول العالم ذات السيادة في الديمقراطية وحرية الصحافة خصوصية والتنمية البشرية. ويوجد في البلد عدد كبير المجتمع الروسي العرقية، والذي يضمن الحقوق الأساسية وفقا للدستور وقوانين حقوق الإنسان الدولية التي صادقت عليها الحكومة في لاتفيا.
ومع ذلك، فقد أفادت منظمات حقوق الإنسان مشاكل متعددة. خاصة من غير المواطنين - بما في ذلك الأشخاص عديمي الجنسية - تعاني من محدودية فرص الحصول أو لا لطائفة واسعة من الحقوق، وفقا للأمم المتحدة ومجلس الهيئات أوروبا. وكانت هناك أيضا مشاكل سوء معاملة الشرطة للمعتقلين والموقوفين وسوء أوضاع السجون والاكتظاظ والفساد القضائي والتمييز ضد المرأة وحوادث العنف ضد الأقليات العرقية والعنف المجتمعي وحوادث التمييز ضد الحكومة مثليون جنسيا.

### القوات المسلحة

شعار القوات المسلحة اللاتفية

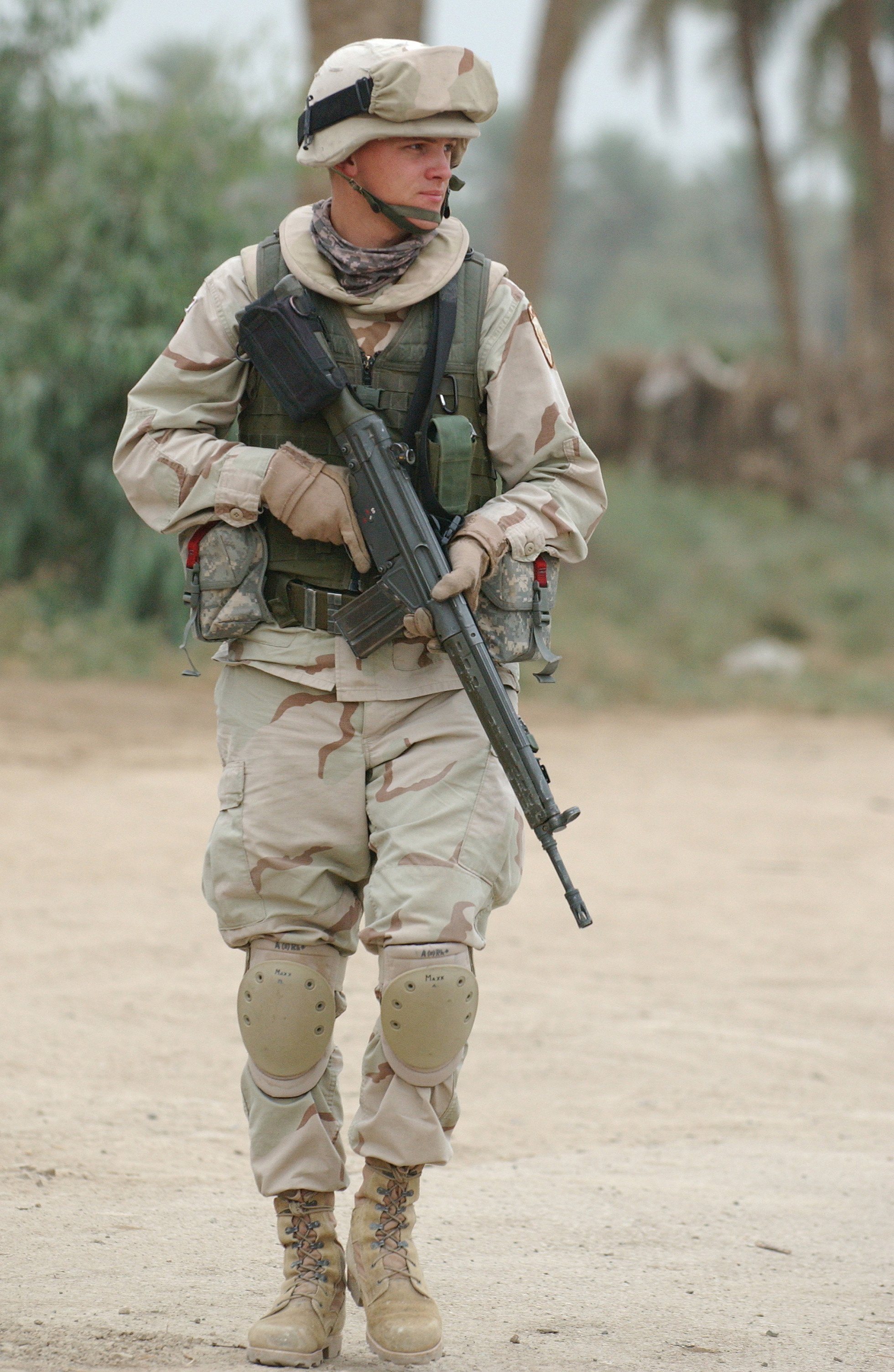
جندي لاتفي في الشامية، العراق، 2006

القوات المسلحة (باللاتفية: Nacionālie Bruņotie Spēki (ناف)) من لاتفيا وتتكون من القوة البرية والقوة البحرية والقوة الجوية والحرس الوطني ووحدة المهام الخاصة والشرطة العسكرية وناف لموظفي الكتيبة، قيادة التدريب والعقيدة والقيادة والإمداد. ويستند مفهوم الدفاع في لاتفيا على نموذج السويدية الفنلندية من قوة للرد السريع مؤلفة من قاعدة تعبئة ومجموعة صغيرة من محترفي المهنة. في 1 يناير 2007 تحولت لاتفيا إلى جيش عقد على أساس مهني تماما.
لاتفيا تشارك في حفظ السلام الدولية والعمليات الأمنية. وقد ساهمت القوات المسلحة اللاتفية لعمليات حلف شمال الأطلسي والاتحاد الأوروبي العسكرية في البوسنة والهرسك (1996-2009) وألبانيا (1999) وكوسوفو (2000-2009) ومقدونيا (2003) والعراق (2005-2006) وأفغانستان (منذ 2003) والصومال (منذ 2011). لاتفيا كما شارك في العملية التي تقودها الولايات المتحدة القوات المتعددة الجنسيات في العراق (2003-2008) بعثات منظمة الأمن والتعاون في جورجيا وكوسوفو ومقدونيا. لاتفيا القوات المسلحة المشاركة في المجموعة معركة الاتحاد الأوروبي في إطار الأمن المشترك وسياسة الدفاع (CSDP) من الاتحاد الأوروبي. لاتفيا بدور الدولة الرائدة في التنسيق بين شبكة التوزيع الشمالية لنقل البضائع ايساف غير القاتلة عن طريق الجو والسكك الحديدية إلى أفغانستان. ومنذ عام 1996 وقد شارك أكثر من 3600 عسكري في العمليات الدولية، من بينهم 7 جنود لقوا حتفهم. لكل فرد، لاتفيا هي واحدة من أكبر المساهمين في العمليات العسكرية الدولية.
وقد ساهمت الخبراء المدنيين لاتفيا لدول الاتحاد الأوروبي البعثات المدنية: بعثة المساعدة الحدودية إلى مولدوفا وأوكرانيا (2005-2009)، وسيادة القانون في بعثات العراق (2006 و2007) وكوسوفو (منذ 2008) وشرطة البعثة في أفغانستان (منذ 2007) وبعثة مراقبة في جورجيا (منذ 2008).
منذ مارس 2004، عندما ودول البلطيق انضمت إلى حلف الناتو، طائرات مقاتلة من أعضاء حلف شمال الأطلسي على أساس التناوب لنشر بعثة للطيران البلطيق الشرطية في مطار شياولياي في ليتوانيا لحماية المجال الجوي البلطيق. لاتفيا هي أحد الأعضاء المؤسسين لمركز التعاونية حلف شمال الأطلسي الدفاع سايبر للتميز في تالين، استونيا.
- لاتفيا تتعاون مع استونيا وليتوانيا في العديد من المبادرات الثلاثية البلطيق التعاون الدفاعي:-
- البلطيق كتيبة (الكتيبة البلطيقية) - كتيبة المشاة للمشاركة في عمليات دعم السلام الدولي، headquarted قرب ريغا، لاتفيا؛
- البلطيق البحرية سرب (BALTRON) - القوة البحرية لديها قدرات مضادة الألغام، headquarted قرب مدينة تالين، استونيا.
- البلطيق الهواء مراقبة الشبكة (BALTNET) - الهواء نظام مراقبة المعلومات، headquarted قرب كاوناس، ليتوانيا؛
- مشترك المؤسسات التعليمية العسكرية: البلطيق كلية الدفاع في تارتو، استونيا، وبحر البلطيق مركز تدريب الغوص في ليابايا، لاتفيا ودول البلطيق التدريب في مجال الاتصالات البحرية في مركز تالين، استونيا.[102]
- ومستقبل التعاون وتشمل تقاسم البنى التحتية الوطنية لأغراض التدريب والتخصص في مجالات التدريب (BALTTRAIN) وتشكيل الجماعي للكتيبة الحجم وحدات لاستخدامها في قوة حلف شمال الأطلسي للرد السريع.[103] في Januari 2011 دعيت دول البلطيق للانضمام NORDEFCO، في إطار الدفاع عن بلدان الشمال الأوروبي.[104]

## التقسيمات الإدارية

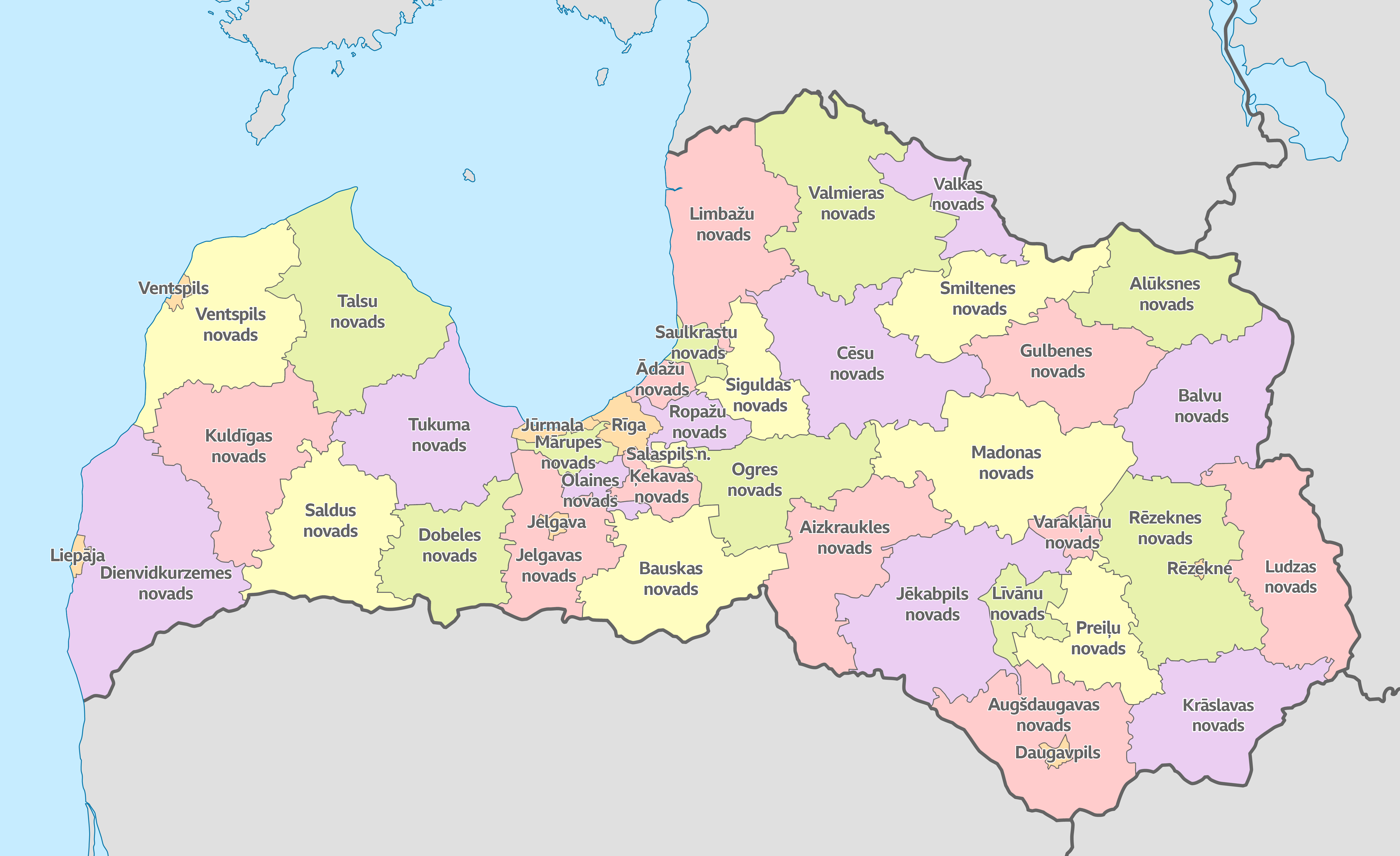
التقسيمات الإدارية في لاتفيا

لاتفيا دولة وحدوية، مقسمة حاليًا إلى 43 وحدة حكومية محلية تتكون من 36 بلدية (باللاتفية: novadi) و7 مدن تابعة للدولة (باللاتفية: valstspilsētas) مع مجلس مدينتها وإدارتها الخاصة: داوغافبيلس، وجيلجافا، ويورمالا، وليباجا، وريزكني، والعاصمة ريغا، وفينتسبيلس. يوجد أربع مناطق تاريخية وثقافية في لاتفيا - كورلاند، ولاتغال، وفيدزيم، وزيمغالي، والتي تم الاعتراف بها في دستور لاتفيا. تعتبر سيلونيا، وهي جزء من زيمغالي، في بعض الأحيان منطقة متميزة ثقافيًا، لكنها ليست جزءًا من أي تقسيم رسمي. لا يتم عادةً تعريف حدود المناطق التاريخية والثقافية صراحةً وقد تختلف في العديد من المصادر. في التقسيمات الرسمية، غالبًا ما يتم تضمين منطقة ريغا، التي تشمل العاصمة وأجزاء من المناطق الأخرى التي لها علاقة قوية بالعاصمة، في التقسيمات الإقليمية أيضًا؛ على سبيل المثال، توجد خمس مناطق تخطيط في لاتفيا (باللاتفية: plānošanas reģioni)، أُنشئت عام 2009 لتعزيز التنمية المتوازنة لجميع المناطق. وتحت هذا التقسيم، تضم منطقة ريغا أجزاءً كبيرة مما كان يُعرف تقليديًا بفيدزيمي، وكورلاند، وزيمغالي. وتُكرر المناطق الإحصائية في لاتفيا، المُنشأة وفقًا لتسمية الاتحاد الأوروبي للوحدات الإقليمية للإحصاء، هذا التقسيم.
منذ يوليو 2009 وحتى 2021، تم تقسيم لاتفيا إلى 9 مدن جمهورية و109 بلدية، والمدن الجمهورية:
وكانت لاتفيا فيما مضى تقسم إلى أربع أقسام فقط وهي (Courland) (Latgalia) (Vidzeme) (Zemgale)، وتم هذا التقسيم على أساس ثقافي وعرقي.
| المناطق       | أكبر مدينة | المساحة    | السكان – (الكثافة السكانية) |
| ------------- | ---------- | ---------- | --------------------------- |
| منطقة ريغا    | ريغا       | 10,132 كم² | 1,098,523 – (108.3/كم²)     |
| منطقة كورزيمي | ليباجا     | 13,596 كم² | 301,621 – (22.1/كم²)        |
| منطقة لاتجالي | داوجافبلس  | 14,549 كم² | 343,646 – (23.5/كم²)        |
| منطقة زيجمالي | جلكافا     | 10,733 كم² | 281,928 – (26.1/كم²)        |
| منطقة فيدزمي  | فالميرا    | 15,246 كم² | 235,576 – (15.4/كم²)        |
| لاتفيا        | ريغا       | 64,256 كم² | 2,261,294 – (34.9/كم²)      |

## الجغرافيا

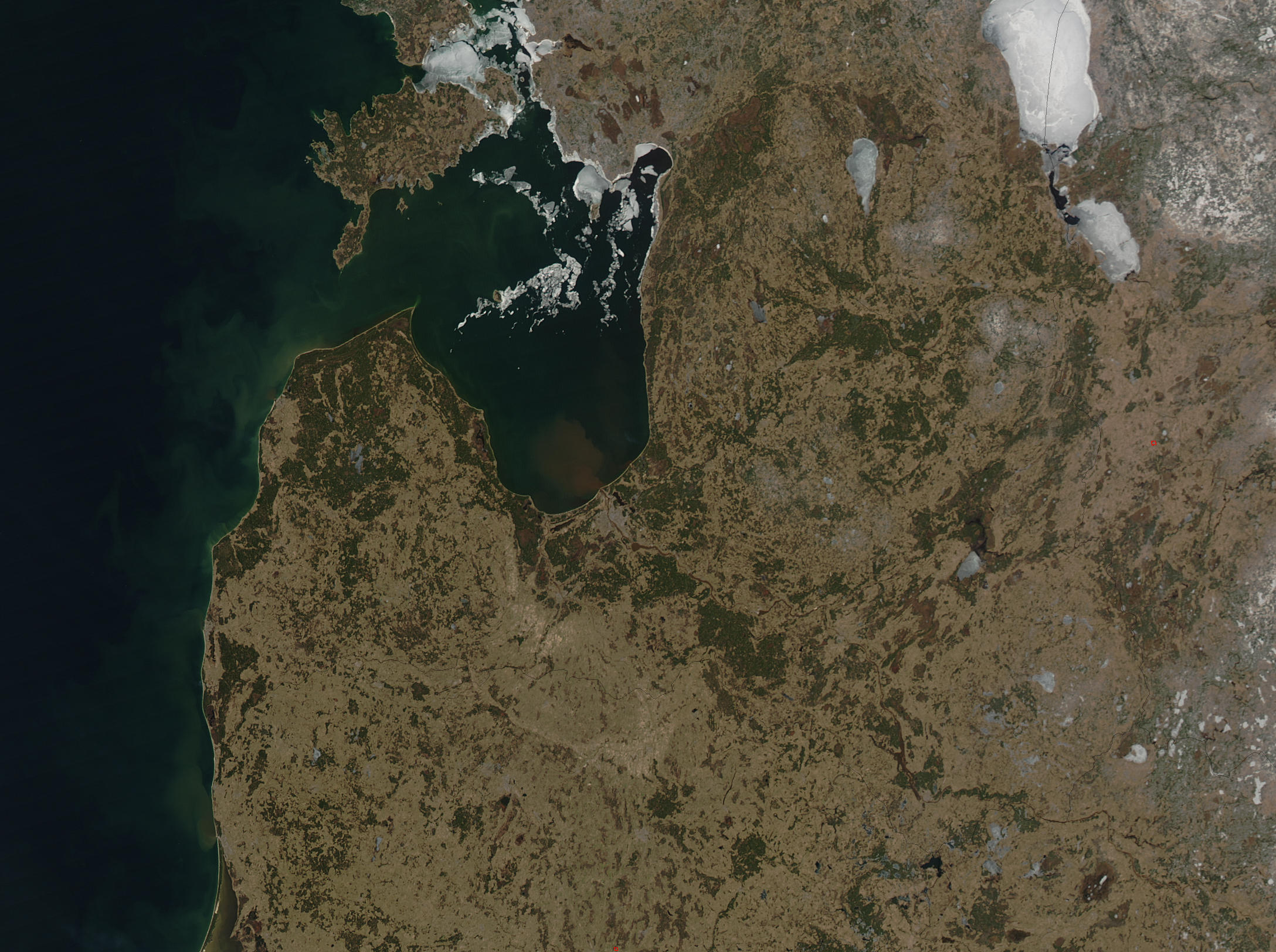
صورة الأقمار الصناعية من لاتفيا

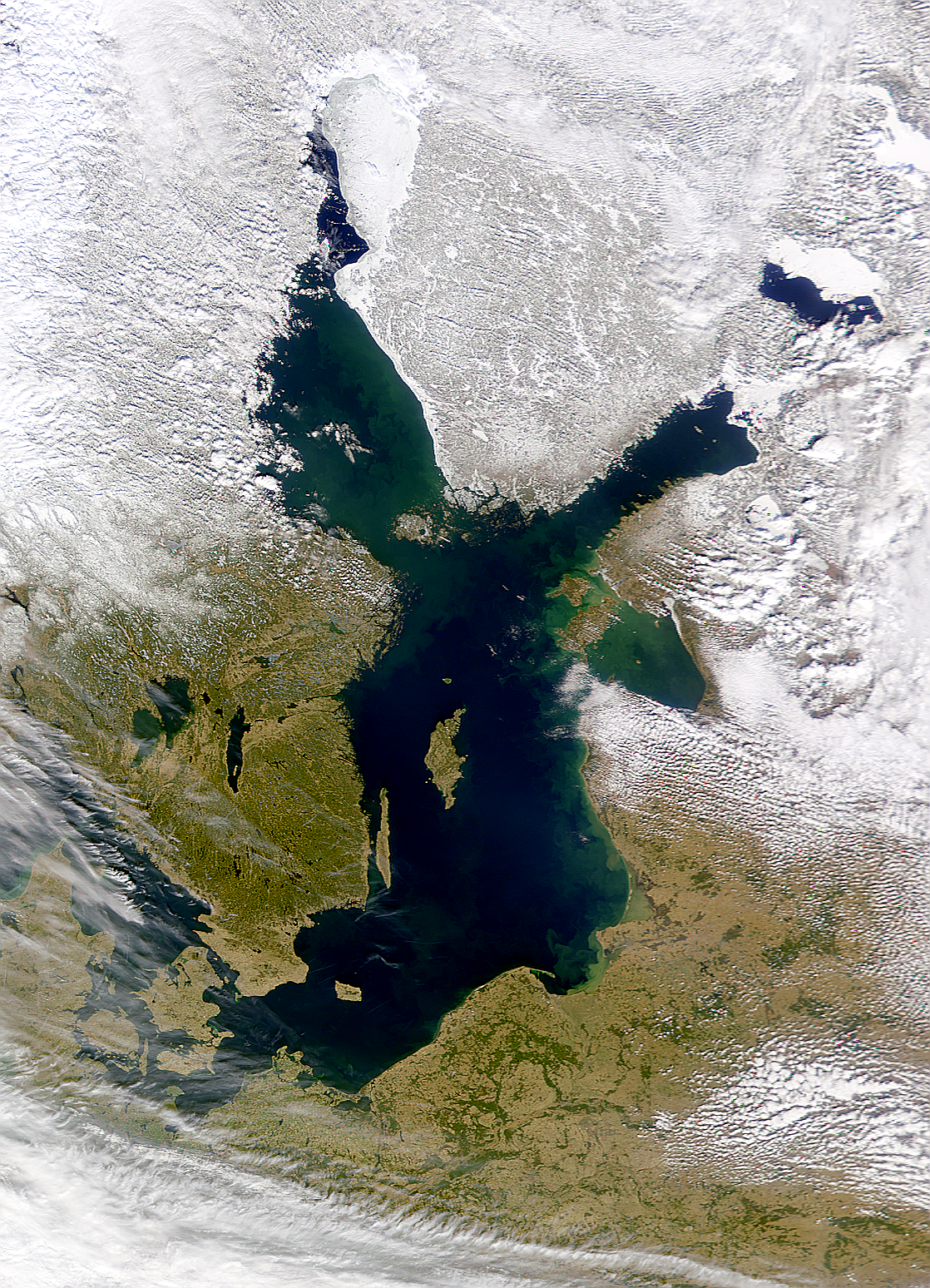
لاتفيا تقع في شمال أوروبا، على السواحل الشرقية بحر البلطيق

لاتفيا تقع في شمال أوروبا، وعلى الشواطئ الشرقية لبحر البلطيق، والجزء الشمالي الغربي من craton أوروبا الشرقية، بين خطي عرض 55 درجة و58 درجة شمالا (منطقة صغيرة إلى الشمال من 58 درجة)، وخطي طول 21 درجة و29 ° E (منطقة صغيرة إلى الغرب من 21 درجة). لاتفيا قد يبلغ مجموع مساحتها 64559 كم² (24926 ميل مربع) منها 62157 كم² (23999 ميل مربع) الأرض، 18159 كم² (7011 ميل مربع) والأراضي الزراعية، 34964 كم² الأراضي الحرجية (13500 ميل مربع) و2402 كم² في المياه الداخلية (927 ميل مربع).
إجمالي طول الحدود لاتفيا هي 1866 كم (1159 ميل). إجمالي طول الحدود البرية لها هو 1368 كلم (850 ميل)، والتي يتم تقاسم 343 كم (213 ميل) مع استونيا في الشمال، 276 كم (171 ميل) مع الاتحاد الروسي للشرق، 161 كم (100 ميل) مع روسيا البيضاء في الجنوب الشرقي و588 كلم (365 ميل) مع ليتوانيا في الجنوب. ويبلغ طول حدودها البحرية هو 498 كلم (309 ميل)، والذي يشترك مع استونيا والسويد وليتوانيا. تمديد من الشمال إلى الجنوب هو 210 كم (130 ميل) ومن الغرب إلى الشرق 450 كلم (280 ميل).
معظم أراضي لاتفيا أقل من 100 متر (330 قدم) فوق مستوى سطح البحر. أكبر لها Lubāns البحيرة 80,7 كم² (31.2 ميل مربع)، العميق بحيرة Drīdzis هو 65.1 متر (214 قدم). أطول نهر في أراضي لاتفيا هو Gauja، و452 كلم (281 ميل). أطول نهر يتدفق عبر أراضي لاتفيا هو Daugava، التي يبلغ مجموع طول 1005 كلم (624 ميل) منها 352 متر (1155 قدم) في أراضي لاتفيا. وأعلى نقطة في لاتفيا هو Gaiziņkalns، 311.6 متر (1022 قدم). على طول الخط الساحلي البلطيق لاتفيا هي 494 كلم (307 ميل). على مدخل بحر البلطيق، ويقع على خليج ضحل من ريغا في شمال غرب البلاد.

### المناخ
لاتفيا مناخها رطب معتدل والمناخ شبه القاري الذي يتميز بصيف دافئ، بارد شتاء وارتفاع مستويات الرطوبة وهطول الأمطار. وتتأثر الأحوال الجوية في لاتفيا ببحر البلطيق.
للاتفيا أربعة فصول وضوحا من شبه متساوية الطول. في الشتاء، ابتداء من منتصف ديسمبر ودائم وحتى منتصف مارس، يكون متوسط درجات الحرارة من حولها - 6 درجة مئوية، وتتميز الغطاء الثلجي مستقرة، والشمس الساطعة وأيام قصيرة. نوبات شديدة من الطقس في فصل الشتاء مع الرياح الباردة، درجات الحرارة القصوى من جميع أنحاء - 30 درجة، والثلوج الكثيفة شائعة. في الصيف، ابتداء من يونيو وتستمر حتى أغسطس، وعادة ما تكون دافئة ومشمسة مع الأمسيات والليالي الباردة. في الصيف يكون متوسط درجات الحرارة من حول +19 درجة مئوية مع التطرف من +35 درجة مئوية. الطقس في فصلي الربيع والخريف معتدل إلى حد ما.

### البيئة

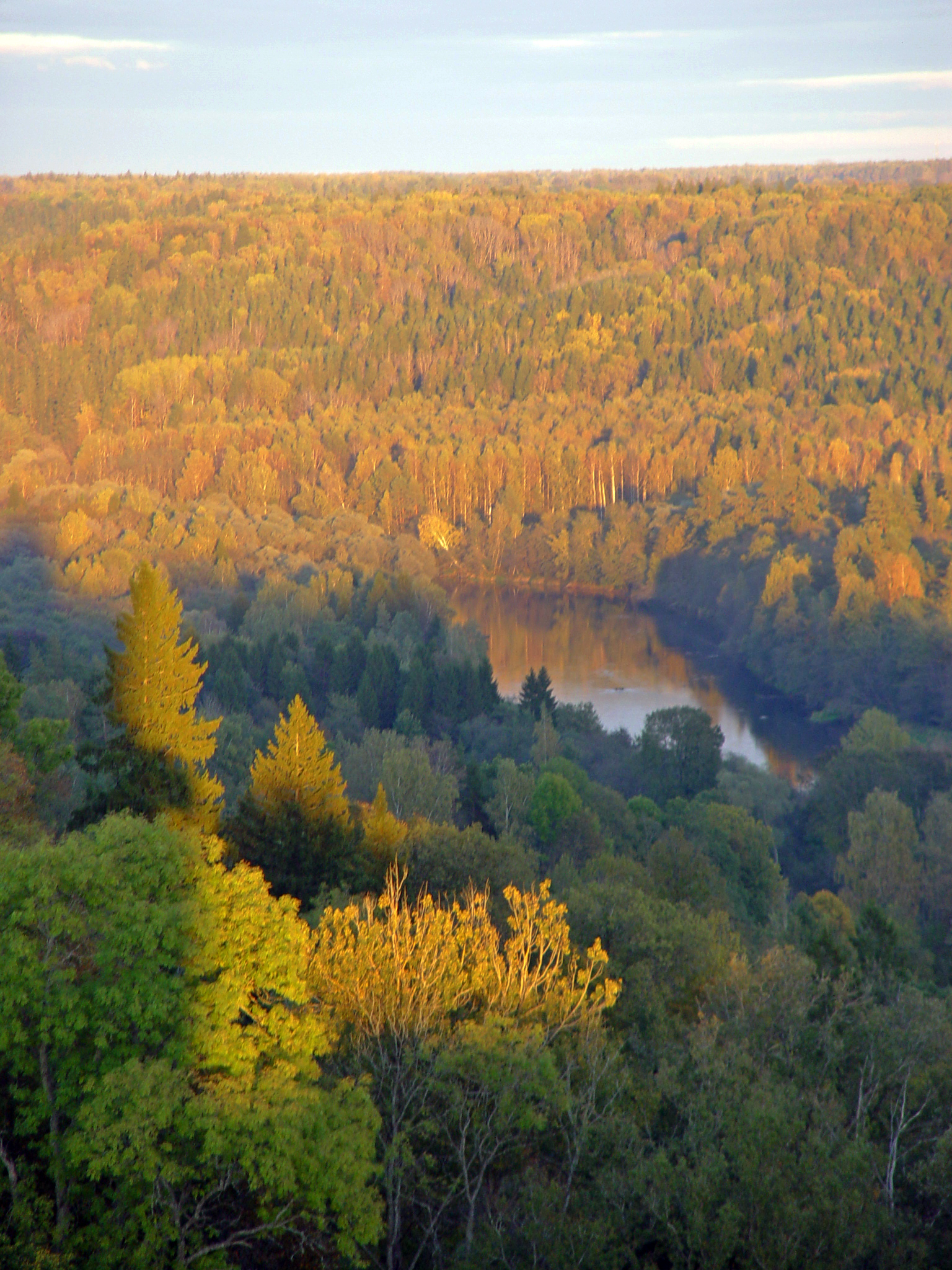
لاتفيا لديها أعلى نسبة 4 من الأراضي التي تغطيها الغابات في الاتحاد الأوروبي

تتكون معظم أنحاء البلاد من السهول الخصبة والتلال المنخفضة معتدل. منظر نموذجي لاتفيا هو عبارة عن فسيفساء من الغابات الشاسعة بالتناوب مع الحقول والمزارع والمراعي وسط الأراضي الصالحة للزراعة أشجار البتولا ومجموعات المشجرة، والتي تحمل العديد من الموائل للنباتات والحيوانات. لاتفيا لديها مئات الكيلومترات من الشواطئ غير المطورة واصطف بها غابات الصنوبر والكثبن، ومستمرة الشواطئ الرملية البيضاء.
لاتفيا لديها أعلى نسبة 4 من الأراضي التي تغطيها الغابات في الاتحاد الأوروبي، بعد فنلندا والسويد وسلوفينيا. حساب الغابات ل3497000 هكتار (8640000 دونم)، أو 56٪ من مجموع مساحة الأراضي.
لاتفيا لديها أكثر من 12500 الأنهار التي تمتد ل38000 كم (24,000 ميل). الأنهار الرئيسية تشمل نهر Daugava، Lielupe، Gauja، فينتا، وSalaca، الأرض أكبر خصبة لسمك السلمون في دول البلطيق الشرقية. هناك 2256 البحيرات التي هي أكبر من 1 هكتار (2.5 فدان)، وتبلغ مساحة الجماعية لل1000 كم² (390 ميل مربع). الأطيان تحتل 9.9٪ من أراضي لاتفيا. من هذه، يتم رفع 42٪ مستنقعات و49٪ من الفينات، و9٪ من الأطيان الانتقالية. أن يتعرض 70 في المئة في المئة من الأطيان من قبل الحضارة، وأنها تشكل ملجأ لأنواع نادرة من النباتات والحيوانات.
. Utilised المناطق الزراعية لحساب 1815900 هكتار (4487000 دونم)، أو 29٪ من المساحة الكلية للأراضي. مع تفكيك المزارع الجماعية، والمساحة المخصصة للزراعة انخفضت بشكل كبير - الآن مزارع صغيرة في الغالب. ويشارك ما يقرب من 200 مزارع، واحتلال 2750 هكتار (6800 فدانا)، في الزراعة النقية بيئيا (أي بدون استخدام الأسمدة الصناعية أو مبيدات الآفات).
الحدائق العامة في لاتفيا الوطنية Gauja المنتزه الوطني في فيدزيم (منذ 1973)، Ķemeri الحديقة الوطنية في Zemgale (1997)، Slītere الحديقة الوطنية في كورزيم (1999) وRāzna الحديقة الوطنية في Latgale (2007).
لاتفيا لديها تقليد طويل من الحفظ: صدرت القوانين واللوائح 1 في القرنين 16 و17. وهناك 706 دولة خصيصا على مستوى المناطق الطبيعية المحمية في لاتفيا، منها: 4 حدائق وطنية (1)، محميات المحيط الحيوي و42 طبيعة الحدائق العامة و9 مناطق محمية المناظر الطبيعية والمحميات الطبيعية 260، 4 محميات طبيعية صارمة والمعالم طبيعة 355، 7 المناطق البحرية المحمية. محمية وطنية للمناطق حساب 12790 كم² (4940 ميل مربع) أو حوالي 20٪ من منطقة في لاتفيا مجموع الأراضي. كتاب لاتفيا الأحمر (المهددة بالانقراض قائمة الأنواع من لاتفيا)، التي تأسست في عام 1977، ويحتوي على 112 نوع من النباتات والحيوانات 119. وقد صدقت لاتفيا على واشنطن الدولي، برن، والاتفاقيات.
لعام 2012 مؤشر الأداء البيئي في المرتبة لاتفيا 2 بعد سويسرا، على أساس الأداء البيئي لسياسات البلاد.

### التنوع البيولوجي

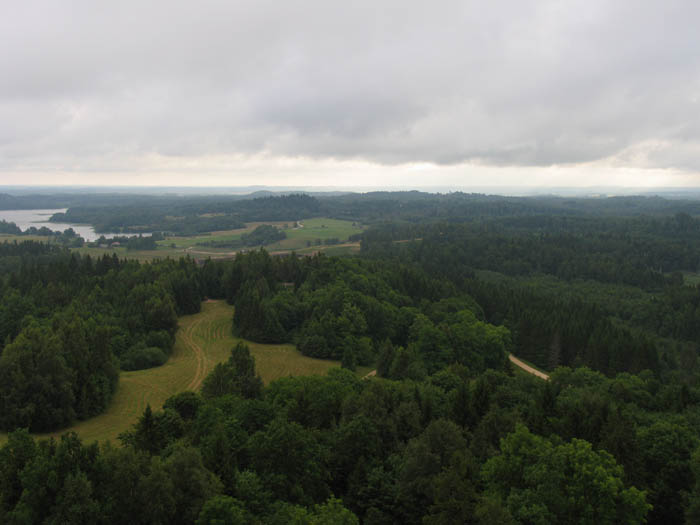
السهول في لاتفيا

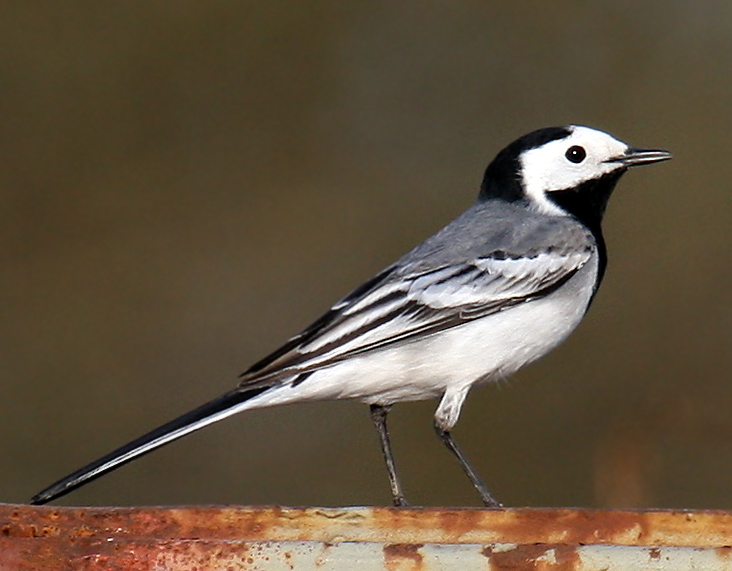
في الأبيض الذعرة هو طائر وطني من لاتفيا

وقد تم تسجيل ما يقرب من 27700 نوع من النباتات والحيوانات في لاتفيا. الأنواع الشائعة من الحيوانات البرية في لاتفيا وتشمل الغزلان والخنازير البرية، موز، الوشق والدب والثعلب والقندس والذئاب. غير الرخويات البحرية من لاتفيا وتشمل 159 نوعا.
الأنواع التي تتعرض للخطر في بلدان أوروبية أخرى لكنها شائعة في لاتفيا وتشمل: أسود اللقلق (Ciconia المادة الرمادية في الدماغ)، الصفرد طائر بسورية (CREX CREX)، أقل رصدت النسر (pomarina اكويلا)، نقار الخشب الأبيض المدعومة (Picoides leucotos)، رافعة (Grus grus)، الأوراسي سمور (الألياف الخروع)، اوراسيا قضاعة (lutra صينيه lutra صينيه) والاتحاد الأوروبي الذئب (الكلب الذئبة)، والوشق الأوروبي (فليس الوشق).
Phytogeographically، ويشارك لاتفيا بين المحافظات المركزي الأوروبي وأوروبا الشمالية لمنطقة Circumboreal داخل المملكة شمالية. بحسب الصندوق العالمي للطبيعة، أراضي لاتفيا ينتمي إلى منطقة إيكولوجية من الغابات المختلطة Sarmatic. وتغطي أكثر من نصف أراضي لاتفيا من الغابات، ومعظمها الأسكتلندية الصنوبر والبتولا وشجرة التنوب النرويج.
ويعتبر العديد من أنواع النباتات والحيوانات الرموز الوطنية. السنديان (البلوط robur، لاتفيا: ozols)، والزيزفون (Tilia cordata، لاتفيا: liepa) هي الأشجار لاتفيا الوطنية و (Leucanthemum فولغاري، لاتفيا: pīpene) ديزي لها زهرة وطنية. والذعرة البيضاء (Motacilla ألبا، لاتفيا: بالتا cielava) هو طائر لاتفيا الوطني. حشرة في وطني هو الدعسوقة ثنائي بقعة (أداليا bipunctata، لاتفيا: mārīte). العنبر، شجرة متحجرة الراتنج، هو واحد من الرموز الثقافية لاتفيا الأكثر أهمية. في العصور القديمة، والعنبر وجدت على طول ساحل بحر البلطيق ينشدها الفايكنج وكذلك التجار من مصر واليونان والإمبراطورية الرومانية. هذا أدى إلى تطوير طريق العنبر.

## الاقتصاد

نمو الناتج المحلي الإجمالي الحقيقيِ في لاتفيا 1996 -2006

منذ انتهاء الحقبة الشيوعية والحكومة آخذة بخصخصة أجهزة القطاع العام. حققت لاتفيا عام 2000 أعلى نسبة نمو اقتصادي في أوروبا. دخولها في الاتحاد الأوروبي عام 2004 ساعد الاقتصاد بشكل كبير. أهم الصناعات هي الآلية وصيد الأسماك والأثاث والمنسوجات. دول شمال أوروبا هم أهم الشركاء التجاريين. السياحة وخاصة على شواطئ بحر البلطيق تشكل عاملاً مهماً في تنمية الاقتصاد.
السكك الحديدية والطرق البرية تتركز حول العاصمة ريغا. تستعمل السكك أكثرها لأغراض نقل البضائع ولكن هناك خطوط لنقل الركاب تربط البلاد بالمدن القريبة المهمة كفيلينيوس وكاوناس ومينسك وموسكو وسانت بطرسبورغ. مطار ريغا هو أكبر مطار بالبلاد، الذي تتخذ منه شركة البلطيق الدولية للطيران (Baltic International) مقراً لها. يخترق الطريق السريع طريق البلطيق (Via Baltica) من جنوب البلاد إلى شمالها. هناك موانئ بحرية في ريغا، فينتسبيلس وليبايا، كما تُسير منهم عدة عبارات إلى الدول الإسكندنافية وألمانيا.
حازت لاتفيا المركز 37 في مؤشر الابتكار العالمي عام 2023، لكنها تراجعت للمركز 42 في مؤشر الابتكار لعام 2024.

### الانكماش الاقتصادي

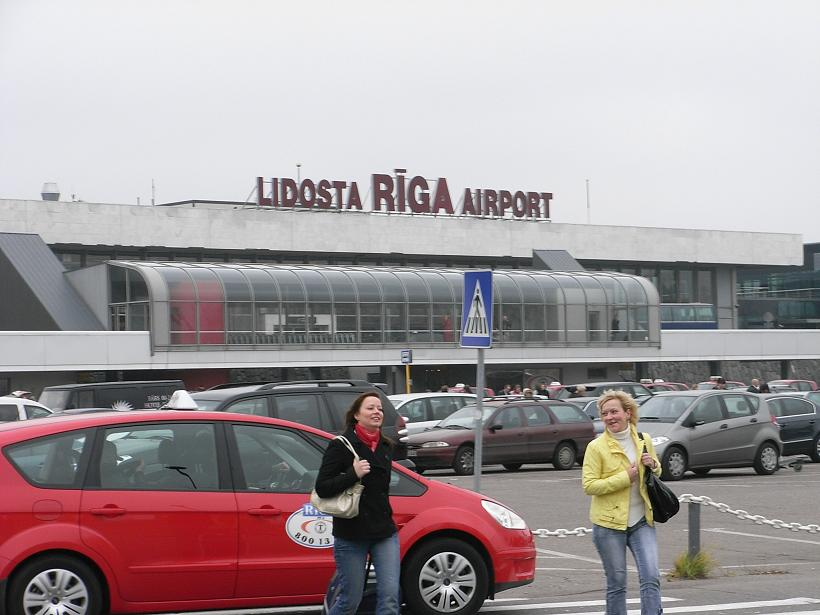
مطار ريغا الدولي

دخل الاقتصاد اللاتفي مرحلة من الانكماش المالي خلال النصف الثاني من عام 2008 بعد فترة طويلة من الائتمان القائم على المضاربة وغير واقعية في تقدير قيم العقارات. العجز في الحساب وطني لعام 2007، على سبيل المثال، يمثل أكثر من 22٪ من الناتج المحلي الإجمالي للسنة في حين أن التضخم كان يعمل بنسبة 10٪.
وارتفع معدل البطالة في لاتفيا بصورة حادة في هذه الفترة من مستوى منخفض بلغ 5.4٪ في تشرين الثاني 2007 إلى أكثر من 22٪. في أبريل 2010 كانت لاتفيا أعلى معدل للبطالة في الاتحاد الأوروبي 22.5٪، متقدمة على إسبانيا التي كانت 19.7٪.
وكتب بول كروغمان، الحائز على جائزة نوبل في الاقتصاد لعام 2008، في عموده في نيويورك تايمز افتتاحية في 15 ديسمبر 2008:
«إن أخطر المشاكل هي على هامش أوروبا، حيث العديد من الاقتصادات الصغيرة تعاني من أزمات تذكرنا بقوة بالأزمات السابقة في أمريكا اللاتينية وآسيا: لاتفيا هي الأرجنتين الجديدة» 
لكن بحلول عام 2010 قال المعلقون لوحظت بوادر استقرار في اقتصاد لاتفيا. حيث رفعت وكالة التصنيف ستاندرد اند بورز تصنيفها لديون لاتفيا من سلبي إلى مستقر. وكانت ميزانية لاتفيا في الوقت الراهن والتي كانت تعاني من عجز بنسبة 27٪ في أواخر عام 2006 حصلت على فائض في فبراير 2010. كينيث بستان، كبير المحللين في مودي لخدمات المستثمرين قال ما يلي:
«الاقتصاد الإقليمي وتعزيز دعم الإنتاج والصادرات في لاتفيا، ففي حين أن تأرجح حاد في ميزان الحساب الجاري يشير إلى أن» تخفيض قيمة العملة الداخلية «في بلاده تعمل.»
حذر صندوق النقد الدولي مع ذلك أن عائدات الضرائب من المحتمل أن تتآكل بسبب انخفاض الأسعار والأجور مستمرة حتى عام 2012, واضاف ان:

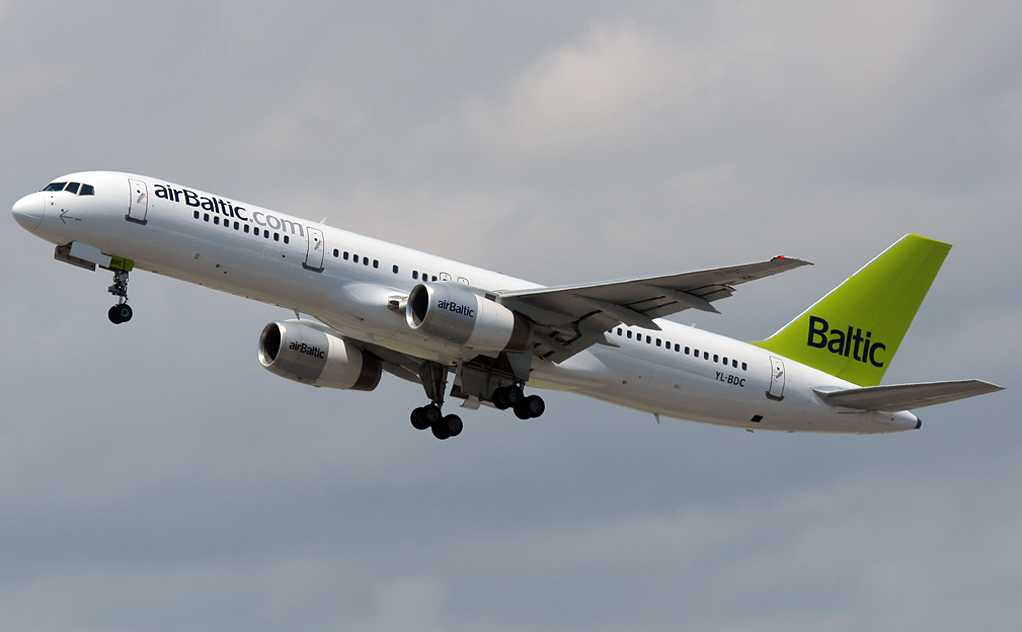
هواء بحر البلطيق بوينغ 757-200

«إن الانكماش الاقتصادي الحاد هو بداية لأسفل، ولكن الانتعاش لم يبدأ بعد، وتبقى المخاطر كبيرة.»

### البنية التحتية
قطاع النقل حوالي 14٪ من الناتج المحلي الإجمالي. العبور بين روسيا والغرب كبيرة.
الموانئ الرئيسية هي في ريغا، فنتسبيلز، ويابايا. معظم حركة المرور العابر ونصف يستخدم هذه البضائع هو النفط الخام والمنتجات النفطية.
مطار ريغا هو أكبر مطار مع 5.1 مليون مسافر في عام 2011.
airBaltic على الناقل الرسمي لاتفيا الخطوط الجوية وشركة طيران منخفضة التكلفة.
للاتفيا 3 محطات الطاقة الكهرومائية الكبيرة (Pļaviņu HES (825MW)، ريجاس HES (402 ميغاواط)، Ķeguma HES-2 (192 ميغاواط).
لاتفيا لديها أيضا محطة للغاز تحت الأرض، التي تعد أكبر محطة للغاز تحت الأرض 3 في أوروبا وفقط محطة للغاز تحت الأرض في دول البلطيق. (Inčukalns محطة وقود تحت الأرض)

## التركيبة السكانية
تركيبة لاتفيا السكانية أصبحت مختلطة منذ زمن طويل من ناحية القومية أو الدين.

### القومية
| لاتفيون    | 59.3% |
| روس        | 27.8% |
| بيلاروسيون | 3.6%  |
| أوكرانيون  | 2.5%  |
| بولنديون   | 2.4%  |
| ليتوانيون  | 1.3%  |
| آخرون      | 3.1%  |

فقط حوالي 60% من السكان هم لاتفيون، يشكل الروس نسبة 29% أكبر جالية أجنبية، لدرجة أنهم في بعض المدن يشكلون غالبية السكان. هناك أقليات من روسيا البيضاء وأوكرانيا وبولندا وليتوانيا. التنوع العرقي في البلاد يرجع إلى حقبة الاتحاد السوفيتي. الروسية تستعمل بين أبناء الجالية الروسية في البلاد.

### اللغات

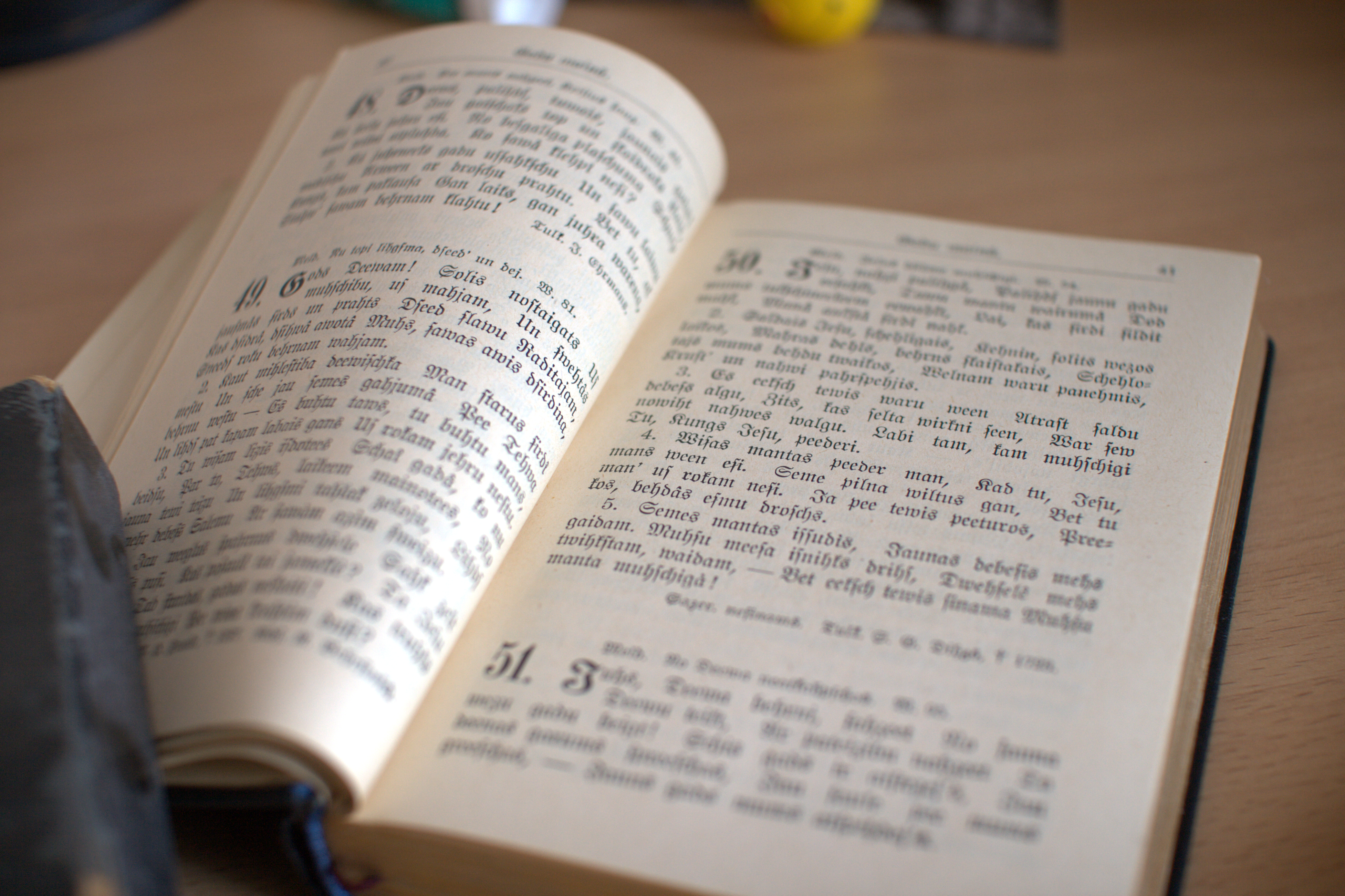
إنجيل قديم مكتوب باللغة اللاتفية

لغة البلاد الرسمية هي اللاتفية (latviešu valoda). تتبع مجموعة اللغات البلطيقية التي بدورها تنحدر من اللغات الهندو-أوروبية، ولكنها ليست جرمانية ولا سلافية.
وفي لاتفيا يوجد ما يقارب 1.4 مليون نسمة يتحدثون اللاتفية كلغة أم، وما يقارب 150,000 يعيشون خارج لاتفيا. كما أن اللاتفية يتكلمها عدد كبير كلغة ثانية. وخاصة الجاليات كالجالية الروسية التي تعيش في لاتفيا.
وتكتب اللغة اللاتفية بالأبجدية اللاتفية المتفرعة من الأبجدية اللاتينية مع بعض الحروف المميزة.

A Ā B C Č D E Ē F G Ģ H I Ī J K
Ķ L Ļ M N Ņ O P R S Š T U Ū V Z Ž

### الديانة

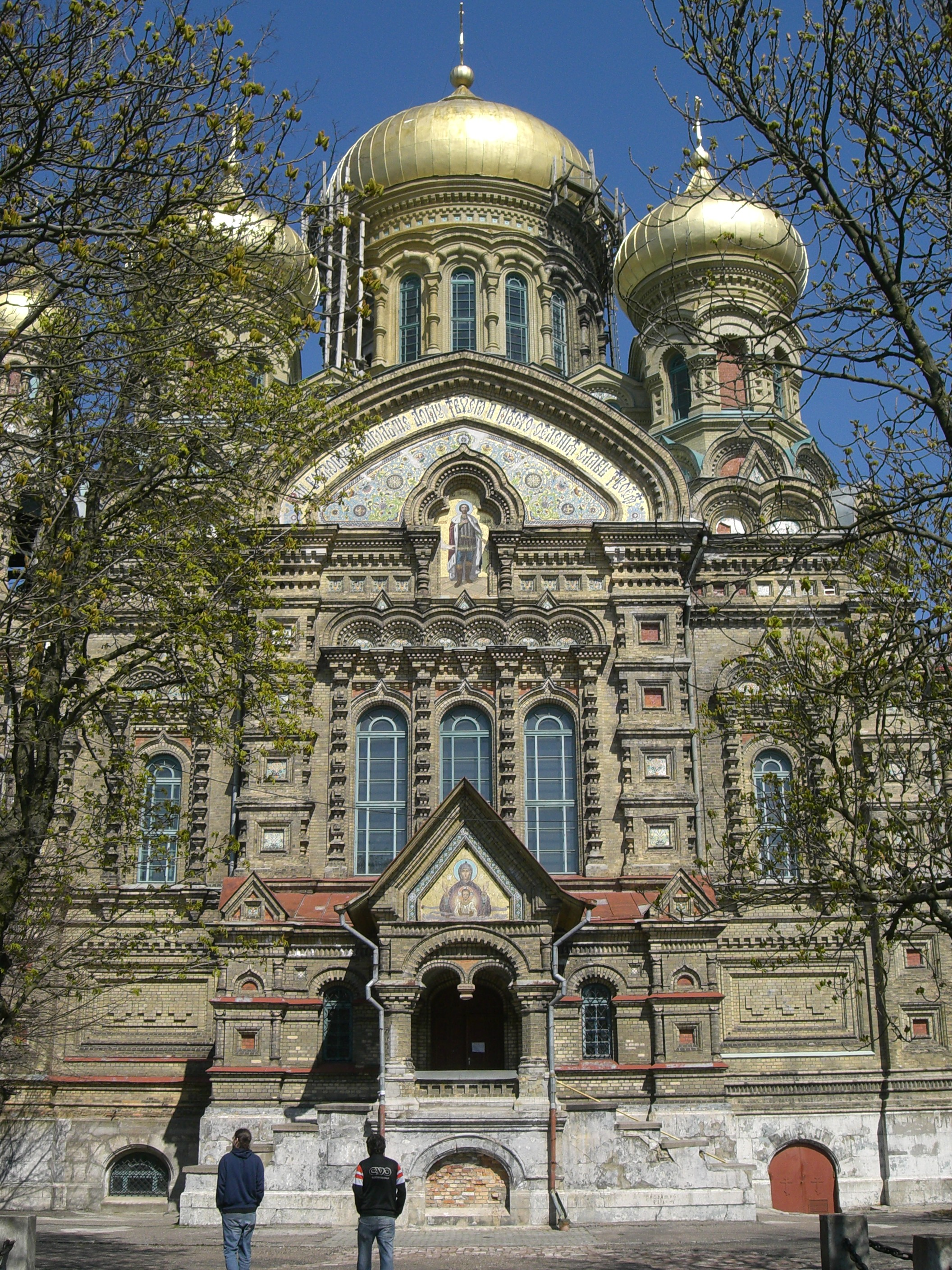
كنيسة في لاتفيا

أكبر طائفة دينية في لاتفيا هي المسيحية ولكن 7% من السكان فقط يلتزمون بالخدمات الدينية بانتظام. وحسب إحصائيات 2006 أكبر الطوائف في لاتفيا:
- الكنيسة الرومانية الكاثوليكية – 500,000[133]
- الكنيسة الإنجيلية اللوثرية اللاتفية – 450,000[133]
- الكنيسة الأرثوذكسية اللاتفية – 350,000[133]

وفي إحصاء 2006 أيضا ذُكر أن هناك 9743 يهودي و182 مسلم في لاتفيا. ويعود الوجود اليهودي في لاتفيا إلى عام 1571 حيث أسست أول مستعمرة يهودية هناك. وقد ساهم اليهود في تطوير لاتفيا حتى الحرب الشمالية (1700 -1721) التي قتلت سكان لاتفيا. وقد أعادت الجالية اليهودية تشكيل نفسها في القرن الثامن عشر. وقد تدفق العديد من اليهود من بروسيا إلى لاتفيا. وقد لعبوا دوراً مهماً في الحياة الاقتصادية في لاتفيا.

### التعليم

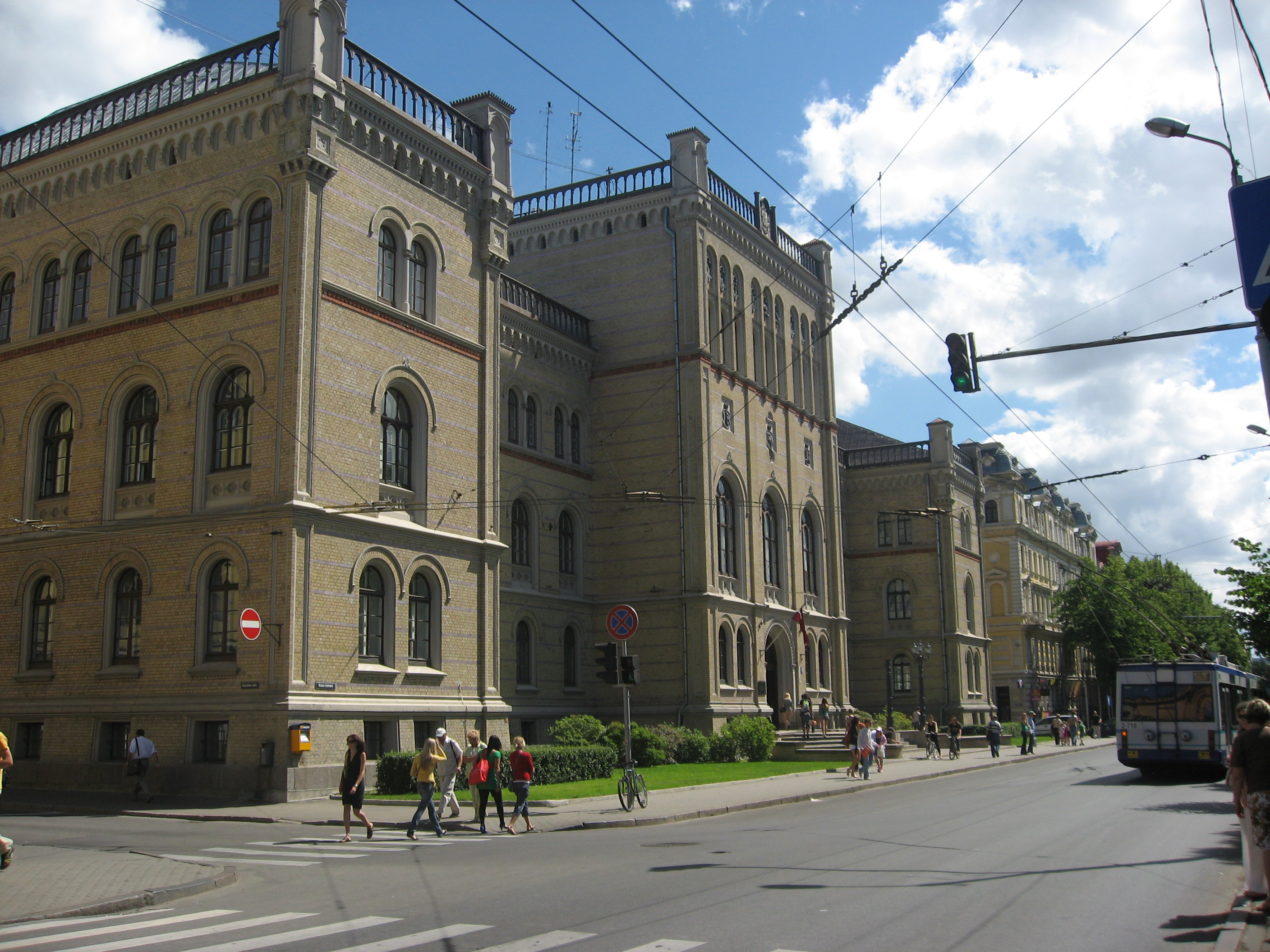
جامعة لاتفيا.

جامعة ريغا التقنية وجامعة لاتفيا نوعان من الجامعات الكبرى في البلاد، على حد سواء وضعت على أساس ريغا للفنون التطبيقية، ويقع المعهد في ريغا. آخر الجامعتين الهامة، التي تم تأسيسها على قاعدة من جامعة ولاية لاتفيا، هي لاتفيا جامعة الزراعة (التي أنشئت في عام 1939 على أساس من كلية الزراعة) وريغا Stradiņš الجامعة (التي أنشئت في عام 1950 على أساس من كلية الطب) - على حد سواء في الوقت الحاضر وتغطي مجموعة متنوعة من المجالات المختلفة. Daugavpils الجامعة هو آخر مركز كبير للتعليم. لاتفيا أغلقت 131 مدرسة بين عامي 2006 و2010، وهو انخفاض بنسبة 12.9٪، وفي نفس الفترة من الالتحاق في المؤسسات التعليمية وانخفض بما يزيد عن 54000 شخصا، بانخفاض 10.3٪.

### الصحة
نظام الرعاية الصحية في لاتفيا هو برنامج عالمي، تمول بشكل كبير من خلال فرض الضرائب الحكومية. ومن بين أنظمة الرعاية الصحية أدنى مرتبة في أوروبا، وذلك بسبب الإفراط في فترات الانتظار للحصول، والعلاج غير كاف لأحدث الأدوية، وغيرها من العوامل. كان هناك 59 مستشفى في لاتفيا في عام 2009، بانخفاض من 94 في عام 2007، و121 في عام 2006. ومتوسط العمر المتوقع عند الولادة 72.7 سنة، أدنى الثانية في الاتحاد الأوروبي.
الفساد على نطاق واسع نسبيا في نظام الرعاية الصحية في لاتفيا، على الرغم من أن الوضع قد تحسن منذ أوائل 1990s. وقد لوحظ أنه قد صدر بيئة تفضي إلى الفساد من خلال تدني الرواتب وسوء تنفيذها الإصلاحات الشاملة. وهذا أيضا يؤدي إلى هجرة الأدمغة، في معظمها إلى دول الاتحاد الأوروبي الغربي.
اعتبارا من عام 2009، كان هناك ما يقرب من 8600 من سكان الحي لاتفيا مع فيروس نقص المناعة البشرية / الإيدز، وهو ما يمثل نسبة 0.7٪ بالغ انتشار فيروس نقص المناعة البشرية. وكانت هناك 32376 (1.44٪) حالات فردية من إدمان الكحول وذكرت سريريا في لاتفيا في عام 2008، كما فضلا عن حالات الإدمان على مواد أخرى. وقد انخفض العدد السنوي للولادات لكل 1,000 امرأة المراهقين بين سن 15 و19 من 49.9 في عام 1990 إلى 17.9 في عام. 2007 وفي عام 2005، لاتفيا كان معدل الانتحار من 24.5 في 100,000 نسمة (مقابل 40,7 في 1995)، وهو أعلى 7 في العالم.

## الثقافة

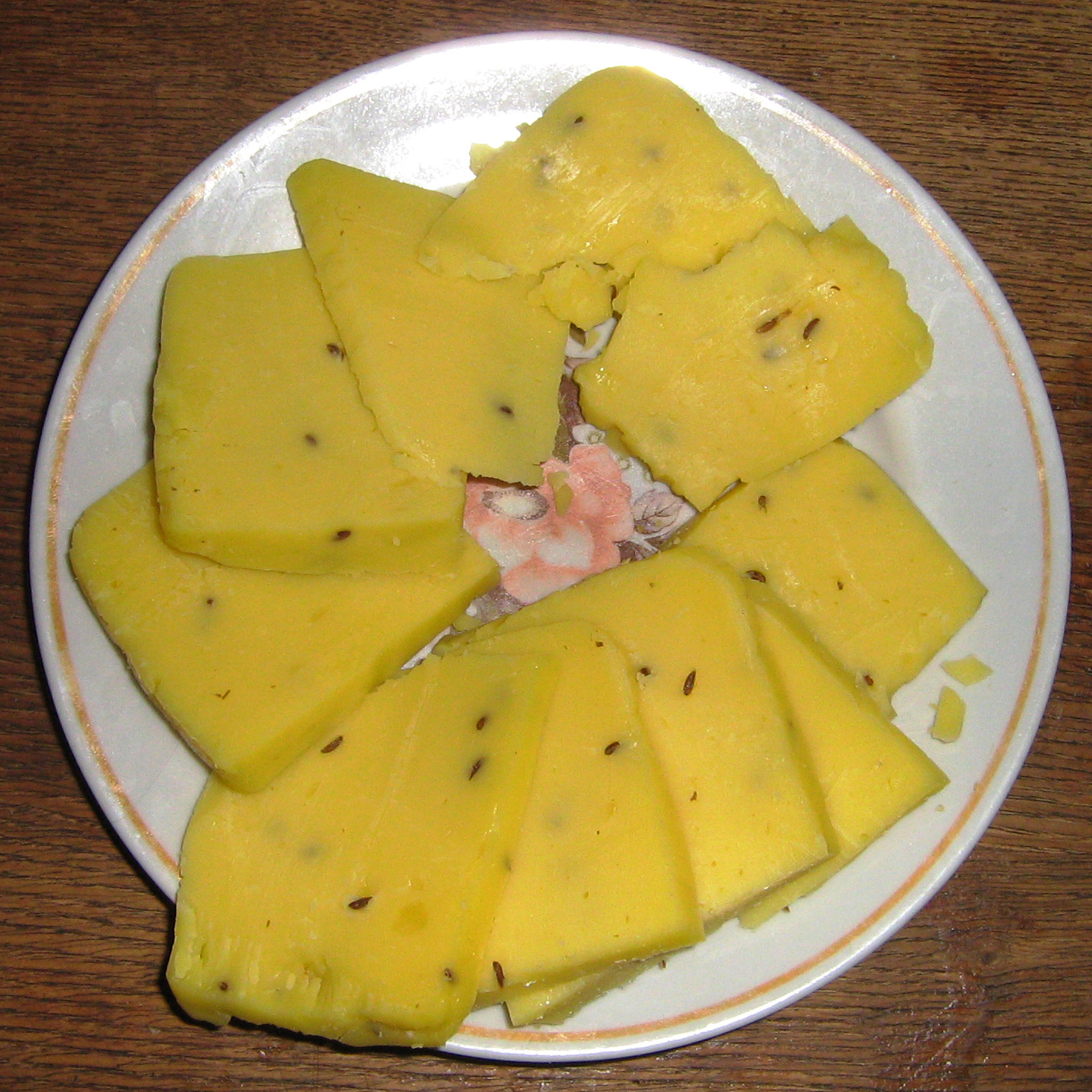
جبن كراويا شعبي في لاتفيا

تشتهر لاتفيا بالفلكلور الشعبي وخصوصاً الأغاني الفلكورية التي يعود تاريخها لحوالي 1000 سنة، والتي تميزت بأكثر من 1.2 مليون نص و30,000 لحن فلكوري.
بين القرن الثالث عشر والتاسع عشر الميلاديين، العديد من الألمان البلطيقيون في الأصل من أسلاف غير ألمانية لكنهم كانوا يستوعبون الثقافة الألمانية طوروا تراثاً ثقافياً متميّزاً بالتأثيرات اللاتفية والألمانية.

### المطبخ
المطبخ اللاتفي يتكون عادة من المنتجات الزراعية، مع اللحوم ويتميز في معظم أطباق الوجبة الرئيسية. ويستهلك عادة الأسماك نظرا لموقعها في لاتفيا على بحر البلطيق. وقد تأثر المطبخ لاتفيا من البلدان المجاورة. تم العثور على العناصر المشتركة في وصفات لاتفيا محليا، مثل البطاطا والقمح والشعير والملفوف والبصل والبيض ولحم الخنزير. الغذاء اللاتفي عموما الدهنية جدا، ويستخدم بعض التوابل.
تعتبر عموما البازلاء غراي ولحم الخنزير والمواد الغذائية الأساسية من لاتفيا. ويستهلك أيضا حساء حميض من قبل لاتفيا. Rupjmaize هو الخبز المصنوع من الشعير الظلام، نظرت الأساسية الوطنية.

### الرياضة
هوكي الجليد هي [بحاجة لمصدر] معظم رياضة شعبية. لاتفيا والعديد من نجوم الهوكي الشهيرة مثل Balderis هيلموت، Irbe Artūrs، Skrastiņš كارليس، Ozoliņš سانديس. الأكثر شهرة وأيد معظم اللاتفية هوكي الجليد نادي دينامو ريغا. وعقدت في عام 2006 IIHF بطولة العالم في لاتفيا. الثانية هي الرياضة الأكثر شعبية كرة السلة. أفضل لاعب لاتفي معروف هو اندريس Biedriņš الذي يلعب في الدوري الاميركي للمحترفين. الرياضات الشعبية الأخرى وتشمل هوكي على العشب وكرة القدم والتنس وركوب الدراجات والزلاجة. وشارك المنتخب الوطني لكرة القدم لاتفيا في كأس الأمم الأوروبية 2004 للمرة الأولى. وشاركت لاتفيا في دورة الألعاب الأولمبية الشتوية والصيفية.

### الرموز الوطنية

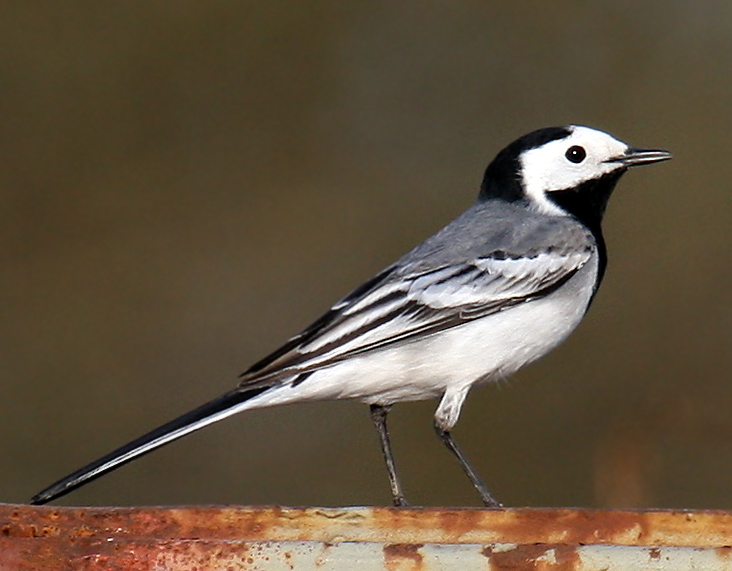
الذعرة البيضاء الطير الوطني في لاتفيا

في الكثير من البلدان هناك رمز وطني - أو رمز قومي -، كالولايات المتحدة التًي تتخذ النسر الأمريكي رمزاً لها، وتتخذ لاتفيا بعضا من الرموز الوطنية لها كالطيور والأشجار.
وتعد شجرة السنديان (باللاتفية: ozols) وشجرة الزيزفون (باللاتفية: liepa) من الأشجار الوطنية في لاتفيا، حيث تعد هذه الأشجار عنصراً رئيسياً في المناظر الطبيعية في لاتفيا، حيث يعتاد الناس مشاهدتها، ولا تزال هاتان الشجرتان تستعملان في الأمور الطبية والعلاجية. حيث تصنع الحقن الطبية من أزهار الزيزفون كما تصنع أيضاً من نباح السنديان.
وتعد الذعرة البيضاء (باللاتفية: baltā cielava) الطير الوطني في لاتفيا، ويتواجد هذا الطير النحيل والرشيق في لاتفيا كثيراً بين شهري أبريل وأكتوبر، وعادة ما يصنع هذا الطير عشه في العوارض الخشبية وطنف المباني، ويهاجر هذا الطير في الشتاء إلى جنوب أوروبا وشمال أفريقيا.

## معرض صور

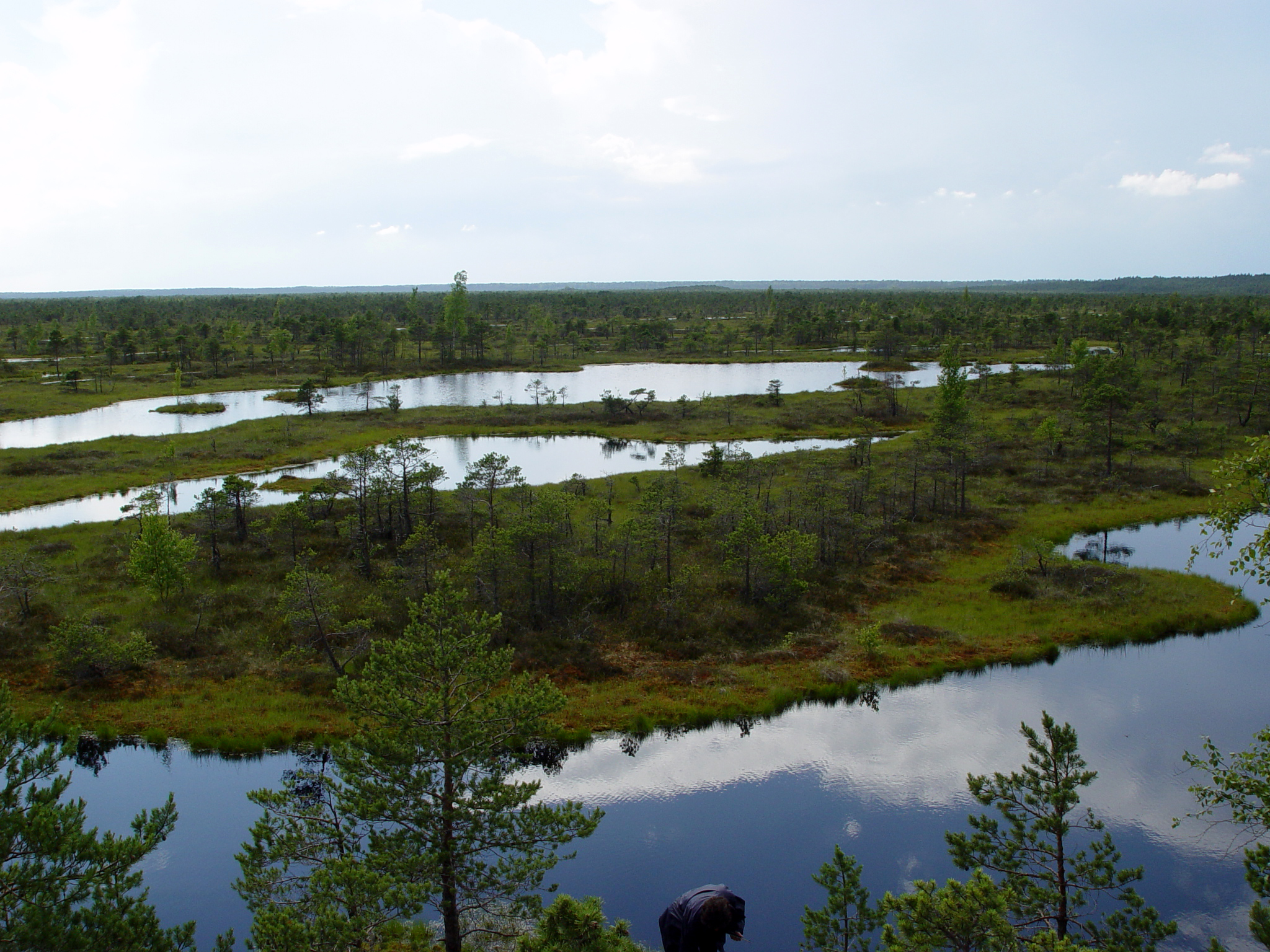
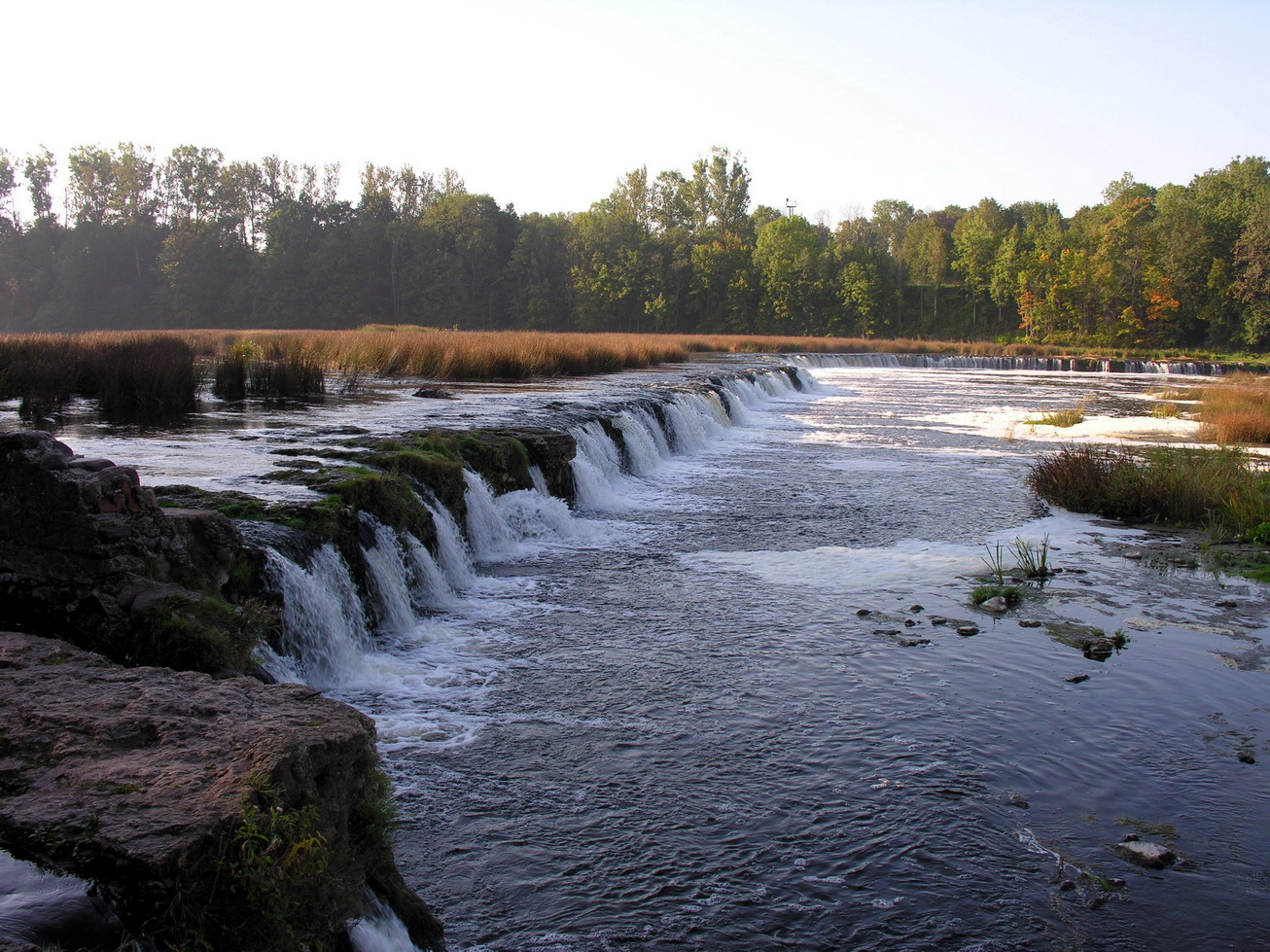
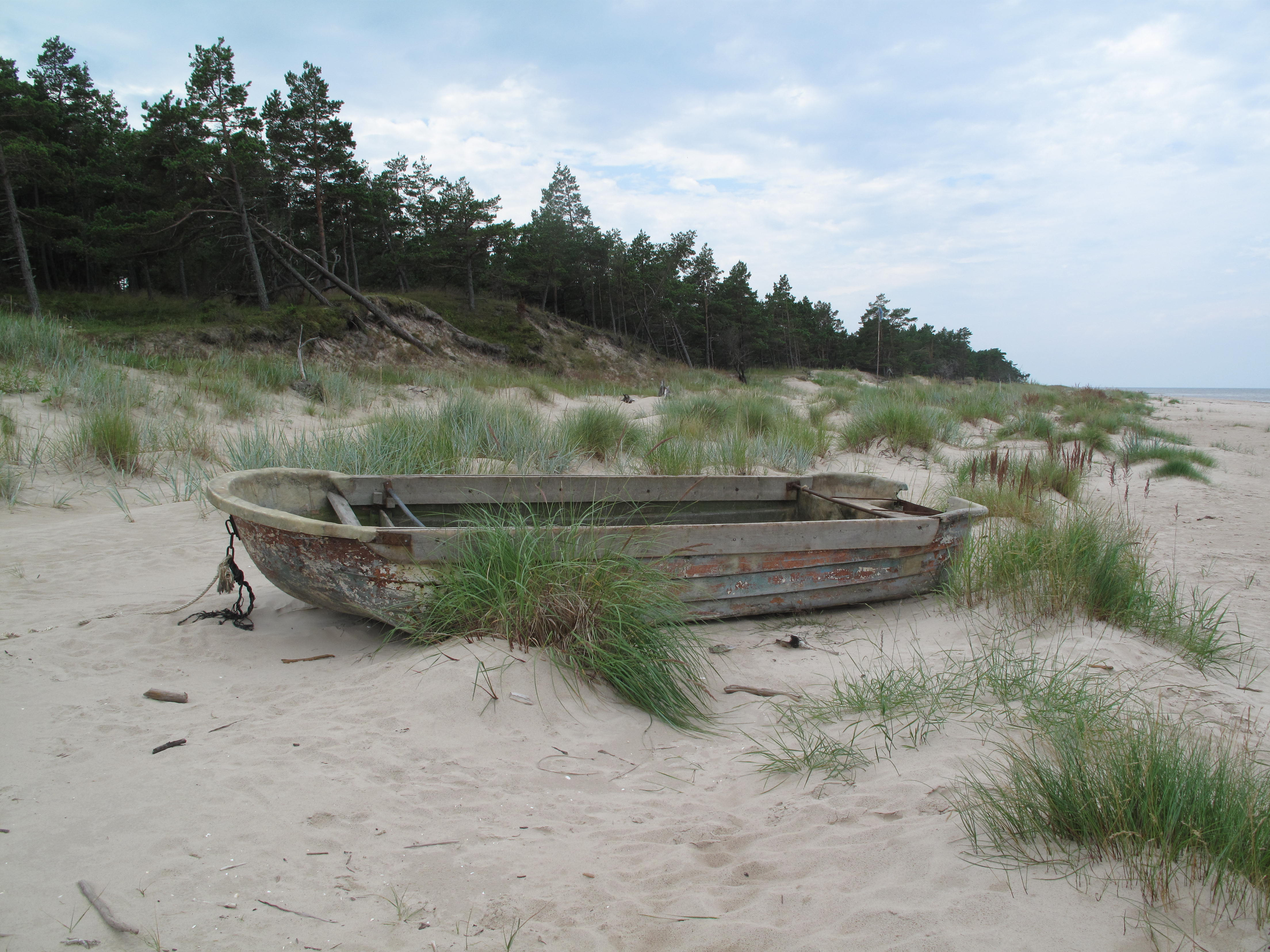
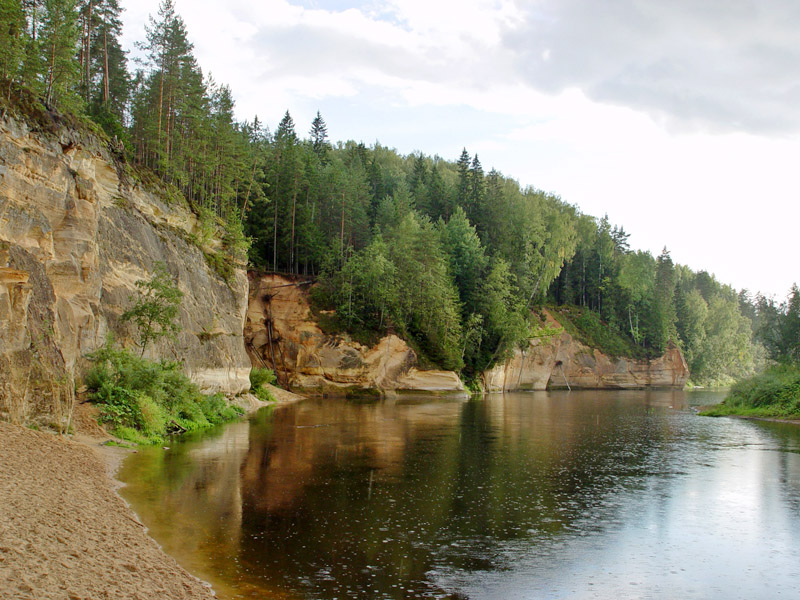

## وصلات خارجية
- موقع الحكومة
- موقع رئيس الجمهورية
- موقع البرلمان
- موقع الجالية اللاتفية في المهجر
- موقع الدراسة في لاتفيا

حكومة
- رئيس لاتفيا
- برلمان لاتفيا
- حكومة لاتفيا
- وزارة الخارجية في لاتفيا
- مكتب الإحصاءات في لاتفيا
- المعهد اللاتفي
- بنك لاتفيا

معلومات عامة
- Latvia Online
- European Union country profile
- Britannica Online Encyclopedia
- BBC News country profile
- Latvia  على كتاب حقائق العالم
- Vifanord Nordic-Baltic Digital Library
- Latvia from UCB Libraries GovPubs
- لاتفيا على مشروع الدليل المفتوح
- Key Development Forecasts for Latvia from International Futures

الثقافة
- Latvian Cultural Canon
- Latvian Culture Map
- Latvian Culture Portal
- Livonian Culture Portal
- State Agency of Cultural Heritage
- National Library of Latvia
- Latvian Heritage
- Latvian Music Information Center

السفر
- Official Latvian Tourism Portal

الخرائط
- Google Maps
- أطلس ويكيميديا حول Latvia
- Historical maps online from Museum of the Occupation of Latvia.
- معلومات جغرافية متعلقة بلاتفيا على خريطة الشارع المفتوح

## المزيد من القراءة
لاتفيا
- Plakans، Andrejs (2010). The A to Z of Latvia. Lanham: The Scarecrow Press. ISBN:978-0-8108-7209-7.
- Ģērmanis، Uldis (2007). The Latvian Saga. Rīga: Atēna. ISBN:978-9984-34-291-7.
- Bleiere، Daina (2006). History of Latvia: the 20th century. Rīga: Jumava. ISBN:9984-38-038-6. OCLC:70240317. {{استشهاد بكتاب}}: الوسيط author-name-list parameters تكرر أكثر من مرة (مساعدة)
- Lumans, Valdis O. (2006). Latvia in World War II. Fordham University Press. ISBN:0-8232-2627-1. مؤرشف من الأصل في 2022-10-25.
- Plakans، Andrejs (1998). Historical Dictionary of Latvia (ط. 2nd). Lanham: The Scarecrow Press. ISBN:978-0-8108-5515-1.
- Plakans، Andrejs (1995). The Latvians: A Short History. Stanford: Hoover Institution Press / Stanford University. ISBN:978-0-8179-9302-3.
- Dreifelds، Juris (1996). Latvia in Transition. Cambridge University Press. ISBN:978-0-521-55537-1.
- Rutkis, Jānis (ed.) (1967). Latvia: Country & People. Stockholm: Latvian National Foundation. OCLC:457313. {{استشهاد بكتاب}}: |مؤلف= باسم عام (مساعدة)
- Arveds, Švābe (1949). The Story of Latvia: A Historical Survey. Stockholm: Latvian National Foundation. OCLC:2961684.
- These names accuse: nominal list of Latvians deported to Soviet Russia in 1940–41 with supplementary list (ط. 2nd). Stockholm: Latvian National Foundation in co-operation with the World Federation and Free Latvians. 1982. OCLC:10403023. مؤرشف من الأصل في 2023-02-01. اطلع عليه بتاريخ 2007-07-30.

دول البلطيق
- Plakans، Andrejs (2011). A Concise History of the Baltic States. Cambridge/New York: Cambridge University Press. ISBN:978-0-521-54155-8.
- Kasekamp، Andres (2010). A History of the Baltic States. London: Palgrave Macmillan. ISBN:978-0-230-01940-9.
- Jacobsson، Bengt (2009). The European Union and the Baltic States: Changing forms of governance. London: Routledge. ISBN:978-0-415-48276-9.
- Hiden، John (2008). The Baltic Question during the Cold War. London: Routledge. ISBN:978-0-415-56934-7. {{استشهاد بكتاب}}: الوسيط author-name-list parameters تكرر أكثر من مرة (مساعدة)
- D'Amato، Giuseppe (2004). Travel to the Baltic Hansa – The European Union and its enlargement to the East (Book in Italian: Viaggio nell’Hansa baltica –  L’Unione europea e l’allargamento ad Est). Milano: Greco&Greco editori. ISBN:88-7980-355-7. مؤرشف من الأصل في 2023-03-14.
- Lehti، Marko (2003). Post-Cold War Identity Politics – Northern and Baltic Experiences. London/Portland: Frank Cass Publishers. ISBN:0-7146-8351-5. {{استشهاد بكتاب}}: الوسيط author-name-list parameters تكرر أكثر من مرة (مساعدة)
- Williams، Nicola (2003). Estonia, Latvia, and Lithuania (ط. 3rd). London: Lonely Planet. ISBN:1-74059-132-1. {{استشهاد بكتاب}}: الوسيط author-name-list parameters تكرر أكثر من مرة (مساعدة)
- Bojtár، Endre (1999). Forward to the Past – A Cultural History of the Baltic People. Budapest: Central European University Press. ISBN:978-963-9116-42-9.
- Smith، Graham (ed.) (1994). The Baltic States: The National Self-determination of Estonia, Latvia, and Lithuania. New York: St. Martin's Press. ISBN:0-312-12060-5. {{استشهاد بكتاب}}: |الأول= باسم عام (مساعدة)
- Lieven، Anatol (1994). The Baltic Revolution: Estonia, Latvia, Lithuania, and the Path to Independence (ط. 2nd). New Haven/London: Yale University Press. ISBN:0-300-05552-8.
- Hiden، John (1991). The Baltic Nations and Europe: Estonia, Latvia, and Lithuania in the Twentieth Century. London: Longman. ISBN:0-582-08246-3. {{استشهاد بكتاب}}: الوسيط author-name-list parameters تكرر أكثر من مرة (مساعدة)

آخرون
- Commercio، Michele E. (2010). Russian Minority Politics in Post-Soviet Latvia and Kyrgyzstan – The Transformative Power of Informal Networks. Philadelphia: University of Pennsylvania Press. ISBN:978-0-8122-4221-8.